# Albero V. von Puchheim

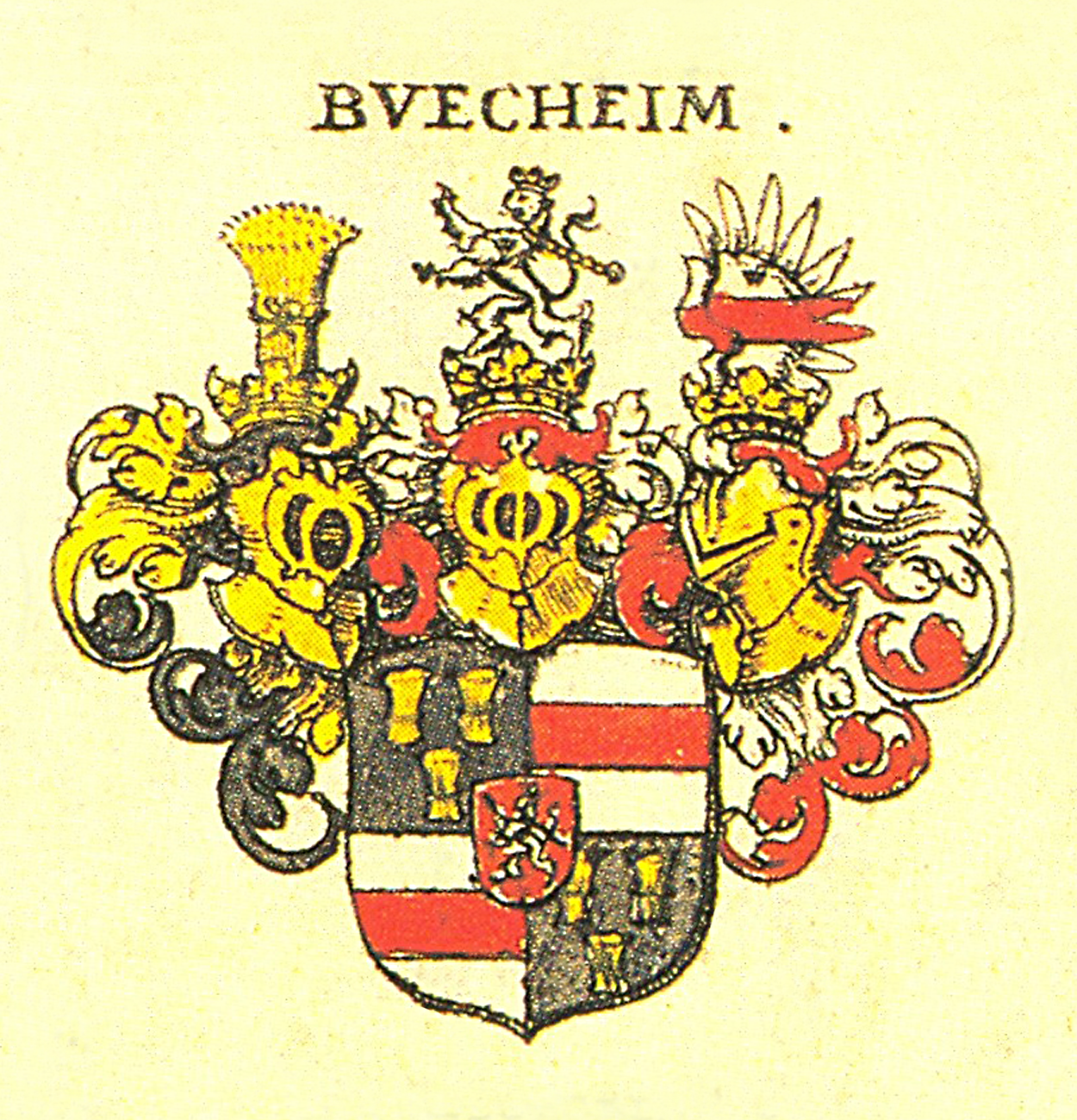
Wappen der Herren von Puchheim

Albero V. Herr von Puchheim  (* um 1310; † nach 24. September 1383; wurde auch Alber, Albero III. oder Albert III. Herr von Puchheim genannt. Sowohl Name wie Bezifferung sind je nach Autor verschieden. In der älteren Version im „Adler“ wird er Albert III. genannt, hingegen in der rezenteren Darstellung, der Dissertation von Christoph Tepperberg wird er als Albero V. bezeichnet.
Albero V. war zu seiner Zeit einer der führenden österreichischen Adeligen im Herrenstand, der als bedeutender Lehensträger, Berater, Feldherr, Staatsmann und Kreditgeber drei Herzögen von Österreich aus dem Haus Habsburg diente: Albrecht II. dem Weisen, Herzog von Österreich von 1330 bis 1358), Rudolf IV. „dem Stifter“, Herzog von Österreich von 1358 bis 1365 und Albrecht III., Herzog von Österreich von 1365 bis 1383. Er war erblicher Oberster Truchsess im Herzogtum Österreich und mit wichtigen Regierungsämtern betraut, so als Landeshauptmann im Herzogtum Steiermark und als Landvogt in den Österreichischen Vorlanden in Schwaben und im Elsass und übernahm für die Herzöge auch diplomatische Missionen. Zusätzlich war er für seinen Bruder, Pilgrim II. von Puchheim, Fürsterzbischof von Salzburg (von 1365 bis 1396) und auch als Landeshauptmann im Fürsterzbistum Salzburg tätig. Als Herr der Herrschaften Raabs an der Thaya, Litschau, Heidenreichstein, Illmau, Dobersberg etc. umfasste sein Besitz beinahe das ganze Gebietes der historischen Grafschaft Raabs im nördlichen Waldviertel in Niederösterreich und er war dank weiterer Erwerbungen einer der bedeutendsten Lehensträger der Herzöge von Österreich.
Albero V. war der nähere Stammvater des Hauses Puchheim, das sich in mehrere Linien, zu Litschau, zu Heidenreichstein, zu Raabs an der Thaya, zu Horn zu Göllersdorf etc. aufspaltete und mit dem Grafen Franz Anton von Puchheim, Bischof von Wiener Neustadt († 1718) in männlicher Linie erlosch. Durch Adoption ging der Name der Familie 1711 auf das Haus Schönborn-Buchheim über.

## Herkunft

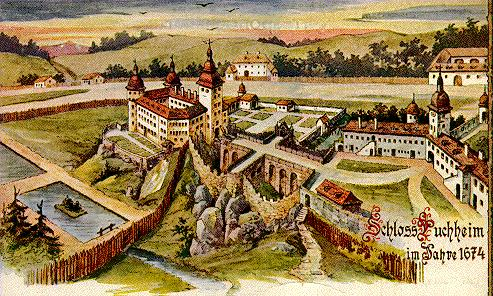
Feste Puchheim 1674

Die Herkunft dieses ursprünglich edelfreien Adelsgeschlechtes der Herren von Puchheim ist nicht leicht festzustellen, da es früh in verschiedenen Landesteilen auftrat – so im Salzburgischen, im heutigen Bayern, im oberösterreichischen Attergau und etwas später auch in der Steiermark, wobei sich die Familienmitglieder jeweils nach ihren verschiedenen Ansitzen nannten, so etwa nach Weng, nach Schalchham oder nach dem bis heute bestehenden, namensgebenden Stammschloss Puchheim (heute Teil der Gemeinde Attnang-Puchheim in Oberösterreich). Der ursprüngliche Schwerpunkt wird heute wegen der frühen und engen Beziehungen im Gebiet des Fürsterzbistums Salzburg gesehen.

### Stammvater
Als Stammvater wird Udalichus nobilis vir de Wenge angesehen, der um 1070 auf Befehl von König Heinrich IV. eine Frau namens Grotta mit ihrer Nachkommenschaft der Stift Ranshofen zu einem jährlichen Dienst von fünf Pfennigen zueignet. Andreas von Meiller verlegt das Datum dieser Erstnennung jedoch auf die Zeit 1115–1120, und damit in die Zeit der Herrschaft von Kaiser Heinrich V., da die Zeugen bereits mit Zunamen auftreten.
Im Jahre 1108 erscheinen Pilgrim und Hartmann von Puchheim als Zeugen des Markgrafen Ottokar von Steiermark (regiert 1082–1122) in dessen Stiftungsbrief für das Stift Garsten im heutigen Oberösterreich
Im Jahre 1133 scheint „Pilgrimus nobilis homo de Pucheiman“ in einer Urkunde des Erzbischofs Konrad I. von Abenberg von Salzburg als Inhaber mehrerer Salzburger Lehen auf. Ein Jahr später tritt er als „Pilgrimus de Wenge homo liber“ in einer Urkunde auf, mit der er die Brücke über die Vöckla an Erzbischof Konrad von Salzburg übergibt.
Der Status der Edelfreiheit ging Ende des 12. Jahrhunderts verloren, als das Geschlecht in die Ministerialität der steirischen Ottokare eintrat.
Die Herren von Puchheim zählten bereits zur Zeit der Babenberger zum engen Kreis der führenden Familien in Österreich und gelten daher als eines der sogenannten „Apostelgeschlechter“ des österreichischen Herrenstandes.

### Der Großvater
Der Großvater von Albero V., Albero II. von Puchheim (cl. 1242; † 1308), war 1258 mit Agnes von Liebenstein, einer Nichte des Bischofs von Passau, Otto von Lonsdorf (regiert 1254–1265), verheiratet.
Er erlebte die Machtkämpfe um die Nachfolge der ersten österreichischen Herrscherdynastie, der später so genannten Babenberger, um die sich mehrere Prätendenten stritten, bis sich Ottokar II. Přemysl (ab 1253 König von Böhmen) 1251 in Österreich, 1261 in der Steiermark und 1269 auch in Kärnten als Herzog durchsetzte, was er mit der 1252 erfolgten Eheschließung mit Margarete von Österreich, einer Schwester des letzten Herzogs ihrer Familie, Friedrich II. dem Streitbare von Österreich († 1246) legitimierte.
Angesichts der akuten Bedrohung seiner Herrschaft durch den Römisch-deutschen König Rudolf I. von Habsburg versuchte König Ottokar II. Přemysl die Unterstützung bedeutender österreichischer Adeliger zu gewinnen. So bemühte er sich auch um Albero II. von Puchheim, indem er diesen – in seiner Eigenschaft als Herzog von Österreich – am 6. Oktober 1276 in der Stadt Freistadt in Oberösterreich das wichtige Hofamt des Obersten Truchsessen in Österreich übertrug und ihn mit den damit verbundenen Pertinenzen, den Herrschaften Feldsberg (heute in Tschechien) und Orth an der Donau (in Niederösterreich) belehnte. Wie dringend diese Aktion war, zeigt die Tatsache, dass sie einen Tag nachdem König Rudolf am 5. Oktober 1276 mit seinen Truppen in Linz eingelangt war erfolgte! Albero II. von Puchheim zählte daher offensichtlich zu den letzten österreichischen Getreuen von König Ottokar II.
Dies hinderte Albero II. von Puchheim jedoch nicht, nach der Schlacht bei Dürnkrut und Jedenspeigen (26. August 1278) umgehend in die Gefolgschaft des Siegers, König Rudolf I. von Habsburg einzutreten und zu einem seiner wichtigen Gefolgsleute und Berater zu werden, wobei er auch als Oberster Truchsess im Herzogtum Österreich bestätigt wurde.
Albero II. tritt daher ab 1277 daher vielfach in Urkunden von König Rudolf I. und später von Albrecht I. als Zeuge auf. Als König Rudolf I. 1281 Wien verlässt und seinen Sohn Albrecht von Habsburg zum Reichsstatthalter einsetzt war Albero II. von Puchheim einer der aus den führenden Familien Österreichs stammenden „geschworene Räte“, die Albrecht I. zur Seite standen. Im Jahre 1282 belehnt ihn Herzog Albrecht I. mit dem Schloss Clusen und mit dem Amt und den Einnahmen von Bad Ischl.
Albero II. war mit Agnes von Liebenstein vermählt.

### Der Vater
Alberos Vater, Pilgrim IV. Herr von Puchheim (* Ende 13. Jahrhundert, cl. 1306; † nach 7. Februar 1341, vor 10. Jänner 1343), war Oberster Truchsess in Österreich und der erste seines Hauses, der bemüht war, größeren Besitz in Österreich unter der Enns (Niederösterreich) zu erwerben. Als Truchsess von Österreich besaß er bereits die damit verbundenen Herrschaften Feldsberg und Orth an der Donau. Darüber hinaus erwarb er u. a. Mallebarn (in der Gemeinde Sierndorf), 1317 das burggräflich-nürnbergische Lehen Göllersdorf und 1317 die Festung Weyerburg. Im Jahre 1325 erwarb er von Hadmar und Mertlein den Stuchsen von Trautmannsdorf das Gericht und die Maut zu Schwechat (in Niederösterreich, bei Wien) als Pfand um 900 Pfund Wiener Pfennige.
Pilgrim IV. von Puchheim heiratete in erster Ehe Elisabeth Herrin von Stubenberg († 15. Juli 1315), eine Tochter von Ulrich Herrn von Stubenberg auf Kapfenberg und Guttenberg (in der Gemeinde Grafenschlag im Bezirk Zwettl) u. d. Elisabeth Gräfin von Pfannberg († nach 28. September 1301) einer Tochter von Heinrich Graf von Pfannberg.
Pilgrim IV. von Puchheim heiratete 1317 in zweiter Ehe Kunigunde Stuchs von Trautmannstorf († 1325), eine Tochter von Hadmar dem Älteren Stuchs auf Trautmannsdorf und Neusiedel, († 1352) und der Kunigunde von Plankenstein, († 1328) eine Tochter von Otto dem Älteren von Plankenstein auf Liebeck.

## Leben

### Jugend
Das genaue Geburtsdatum von Albero V. von Puchheim ist nicht bekannt. Nach Christoph Tepperberg wurde er wohl spätestens 1314 geboren, da seine Mutter Elisabeth Herrin von Stubenberg 1315 bereits als verstorben bezeichnet wurde.

#### Geschwister
Albero V. hatte drei Geschwister:
- Anna von Puchheim († 1350), ⚭ 1318 Gundacker von Losenstein auf Gschwendt, Landrichter zu Velden († 1347)[17]); Er war der Stammvater der Hauptlinie seines 1692 erloschenen Hauses.
- Heinrich IV. von Puchheim († 1341), Feldhauptmann von Herzog Albrecht II., dem er 500 Ungarn im Krieg gegen die Zürcher zuführte, ⚭ 1325 Elisabeth von Rauhenstein, eine Tochter von Albero (Albert) dem Älteren von Rauhenstein und der Clara. Eine Ehe, durch die später u. a. die Herrschaften Rauhenstein und Weierburg an die Puchheim kamen.[18]
- Margaretha von Puchheim, († 1343), ⚭ 1326 Gottschalk der Jüngere von Neidberg (Neuberg an der Mürz), cl. 1360, Sohn des Dietrich von Neidberg († 1299) und der Kunigunde von Plankenstein (Tochter von Otto dem Älteren von Plankenstein. Er war der Stammvater seiner Familie, die mit Johann von Neidberg auf Neudau etc., Erbkämmerer in Steiermark, 1483 in männlicher Linie erlosch.[19]

Albero hatte auch Halbgeschwister aus der zweiten Ehe seines Vaters Pilgrim mit Kunigunde Stuchs von Trauttmannstorf († 1325).
- Hans I. von Puchheim (cl. 1343; † 1376) auf Blumenau, Lichtenwörth, St. Peter, St. Georgen, Fürchtenwerth, Achenau, Göllersdorf und Traiskirchen, der die Festung Burgau im Lafnitztal in der Oststeiermark erbaute, ⚭ vor 1365 Sophie von Kapellen.

Sein einziger Sohn Hans III. von Puchheim starb unvermählt wohl 1394,
Seine Tochter, Elisabeth von Puchheim, ⚭ I. den „gewaltigen Hofmeister“ Hans von Liechtenstein auf Nikolsburg, Feldsberg, Pernstein, Eisgrub (heute Lednice in Tschechien), Dürnholz, Lundenburg, Neuhaus, Reichersdorf, Kastendorf, Pottendorf, Mühlbach u. Rabensburg († 14. März 1397) und ⚭ II. vor 5. Mai 1399 Johann dem Jüngeren, Herrn von Stubenberg, herzoglichem Truchsess († vor 18. Mai 1418 als Witwer), blieb jedoch kinderlos.
- Pilgrim II. von Puchheim (* um 1330; † 5. April 1396), war wohl der bedeutendste Vertreter der Familie. Er studierte in der damaligen Papstresidenz zu Avignon, wozu ihn vielleicht der Schwiegervater seines älteren Bruders Albero V. von Puchheim, Graf Paul von Mattersburg (Nagymarton) angeregt haben könnte, der dort 1343 und 1346 königlich-ungarischer Botschafter bei Papst Clemens VI. (regiert von 1342 bis 1352) war. Pilgrim II. wurde Domherr zu Salzburg und regierte von 1366 bis 1396 als einer der bedeutendsten Fürsterzbischöfe von Salzburg unter dessen Führung das Land Salzburg seine größte Ausdehnung erlangte. Er war wohl auch identisch mit dem Mönch von Salzburg, der als einer der bedeutendsten Liederdichter und Komponisten des Spätmittelalters gilt.
- Dorothea von Puchheim († nach 1387), ⚭ I. Wolfger von Dachsberg, ⚭ II. Georg Herrn von Liechtenstein-Nikolsburg. († 1398) (keine Kinder)
- Margarethe von Puchheim, ⚭ Otto Herrn von Liechtenstein-Murau.

#### Frühe Jahre
Über die frühe Jugend des Albero von Puchheim liegen kaum Nachrichten vor. Er verlor 1315 als Kleinkind seine Mutter Elisabeth von Stubenberg und wuchs unter seiner Stiefmutter, Kunigunde Stuchs von Trauttmannsdorf, gemeinsam mit seinen Geschwistern und Halbgeschwistern wohl in der Stammburg des Hauses in Schloss Puchheim in Oberösterreich auf.
Albero (V.) trat erstmals 1331 urkundlich als Führer eines militärischen Hilfskontingentes von zwölf Helmen im Krieg gegen Bayern auf. Für diese Dienstleistung verpfändeten seine Landesfürsten, die Herzöge Albrecht II. (* 1298; † 1358) und Otto der Fröhliche (1301–1339)|Otto der Fröhliche (* 1301; † 1339) von Österreich seinem Vater die Steuer der Bürger zu Wiener Neustadt in Höhe von 190 Pfund Wiener Pfennige.
Am Palmsonntag 1337 gaben Pilgrim IV. von Puchheim und seine beiden Söhne Heinrich I. und Albero V. dem Abt Konrad II. von Michelbeuern und dem Konvent ein Gut zur Stiftung eines Jahrtages für sie und ihre Nachkommen mit Vigil und Messe am Sankt-Achatius-Tag.
Um 1340 wurde Albero zusammen mit seinem jüngeren Bruder Hans I. von Puchheim als Mitglied der von Herzog Otto dem Fröhlichen von Österreich gegründeten Societas Templois erwähnt. Diese Rittergesellschaft entstand 1337 in Anlehnung an den 1312 aufgelösten Templerorden auf Initiative von Herzog Otto in der St.-Georgs-Kapelle in der Augustinerkirche in Wien und sollte Feldzügen in das heidnische Preußen dienen. Diese Gesellschaft bestand jedoch nur 40 Jahre.
Im selben Jahr 1340 verheiratete ihn sein Vater Pilgrim IV (II.) mit Anna, einer Tochter des ungarischen Grafen Paul von Mattersdorf-Forchtenstein.

### Ältester seines Hauses
Nach dem Tod seines älteren Bruders Heinrich IV. von Puchheim im Jahre 1341 war Albero der älteste überlebende Sohn und folgte nach dem Tod seines Vaters im Jahre 1343 als Senior des Hauses und als Oberster Truchsess im Herzogtum Österreich. Bei der Erbteilung erhielt er einen Großteil des Familienbesitzes, so u. a. die Feste Puchheim mit den dazugehörigen Kirchenlehen, das feste Haus und das Dorf Reitzenschlag, den Satz des Landgerichtes im Donautal sowie die Dörfer Ober- und Unter-Mallebarn.
Im Zusammenhang mit diesem Erbe stiftete Albero als Oberster Truchsess in Österreich am St.-Michaels-Tag (29. September) 1343 in der Benediktinerabtei Michaelbeuern einen Jahrestag für seinen Vater, für seine Mutter und für alle seine Vorfahren und Nachfahren, und dotierte diese Stiftung mit einem Gut zu Thalhausen.
Albero trat in der Folge verschiedentlich in Urkunden als Zeuge bei wirtschaftlichen oder rechtlichen Transaktionen auf.
Albero von Puchheim, oberster Truchsess in Österreich, Anna, dessen Gemahlin und Johann, sein Bruder, verkauften am 13. Mai 1344 in Wien an den Abt Ulrich und den Stift Admont um 250 Pfund Pfennige die Schwaige an dem Chisling und an der Tonne mit jährlich 300 Käsen, eine Schwaige „an dem Perg“, eine solche „an der Graben“ (bei Seckau oder Köflach) ein Gut zu Kalwang, eines zu „Revnerdoerflein“, Liegenschaften zu Mosenstein an der Ganith, an der der Cholhuebe und die Alpe in der Ahornach.
Im selben Jahr kaufte Albero (V.) von Kaspar von Corbergh und dessen Söhnen Erasmus und Ulrich Saubersdorf (heute Teil der Gemeinde St. Egyden am Steinfeld), Göpfritzschlag (heute Teil der Gemeinde Karlstein an der Thaya), Weißenbach, einen Teil des Losberger Waldes sowie einige Lehen in der Grafschaft Regnitz und von Herdeggen von Pettau und Otto von Lichtenstein-Murau einige Güter in Göllersdorf.

### Unter Herzog Albrecht II. von Österreich

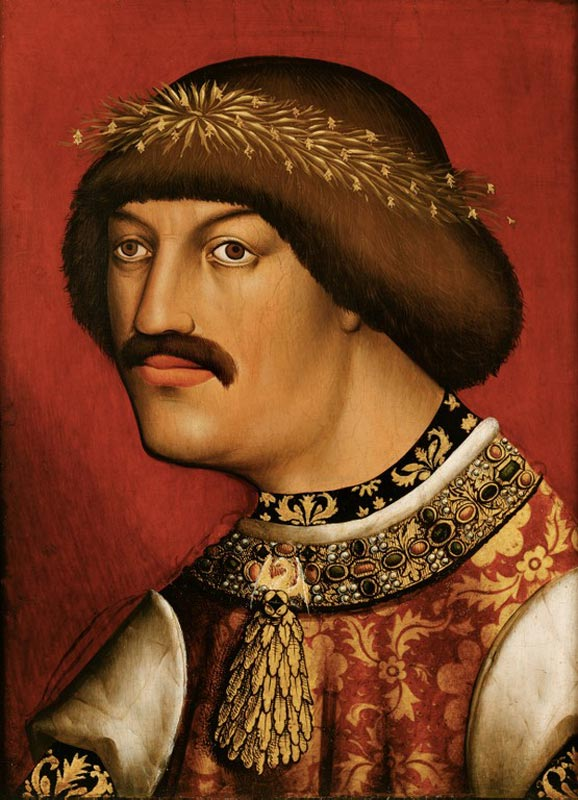
Albrecht II. von Habsburg

Im Jahre 1330 gelangte Herzog Albrecht II. gemeinsam mit seinem jüngsten Bruder Herzog Otto dem Fröhlichen an die Regierung der österreichischen Erblande.

### Ehevermittlung für Herzog Rudolf IV.
Noch in sehr jugendlichem Alter nahm Albero unter den Adeligen des Landes eine bevorzugte Stellung ein, da er das Vertrauen von Herzog Albrecht II. von Österreich gewann, der von 1335 bis 1358 regierte und ihn mit vertraulichen und ehrenvollen Missionen betraute.
So wurde Albero 1343 von Herzog Albrecht II. bevollmächtigt, die Ehe von dessen ältestem Sohn, des späteren Herzogs Rudolf IV. von Österreich – damals vier Jahre alt – mit der damals gerade einjährigen Katharina von Luxemburg (* 1342 in Prag; † 26. April 1395 in Wien), der damals einzigen Tochter des Markgrafen Karl von Mähren (später Kaiser Karl IV.) aus dem Hause Luxemburg zu vereinbaren. Herzog Albrecht stellte ihm dafür ein Bevollmächtigungsschreiben aus, mit dem sich Albero nach Frankreich begab, wo in Schloss Termes bei Toul die Eheverhandlungen stattfanden.
Albero bezeugte am 14. Juli 1343 im Schloss von Termes als Gesandter des Herzogs Albrecht II. des Weisen von Österreich, dass er die Macht hatte, das Ehebündnis zwischen Herzog Rudolf IV. von Österreich mit Katharina, der Tochter des Markgrafen Karl von Mähren abzuschließen und zu beschwören.
Vom Markgrafen Karl von Mähren ist dazu ein Schreiben vom selben Datum und Ort an Herzog Albrecht II. erhalten, in dem dieser sich Erstgeborener des Königs von Böhmen nennt und erklärt; er habe an diesem Tage in Gegenwart seines Vaters König (Johann von Böhmen) und des herzoglichen Gesandten Albert von Puchheim auf das Evangelium geschworen, seine Tochter Katharina dem Herzog Rudolf von Österreich zur Frau zu geben, falls er die päpstliche Dispensation erlangen könne.
Dementsprechend versprach Herzog Albrecht in einem Schreiben vom 9. Dezember 1344 aus Wien, dem Markgrafen Karl von Mähren seinen Sohn Herzog Rudolf mit dessen Tochter Katharina zu vermählen, sofern der Heilige Vater die Bewilligung dazu gab.
Albero war daher wohl auch dabei, als Kaiser Karl IV. im Jahre 1356 nach Wien kam, um mit Herzog Albrecht II. über die Mitgift seiner Tochter Katharina zu verhandeln.
Diese Hochzeit kam dann im Juli 1357 tatsächlich zustande.

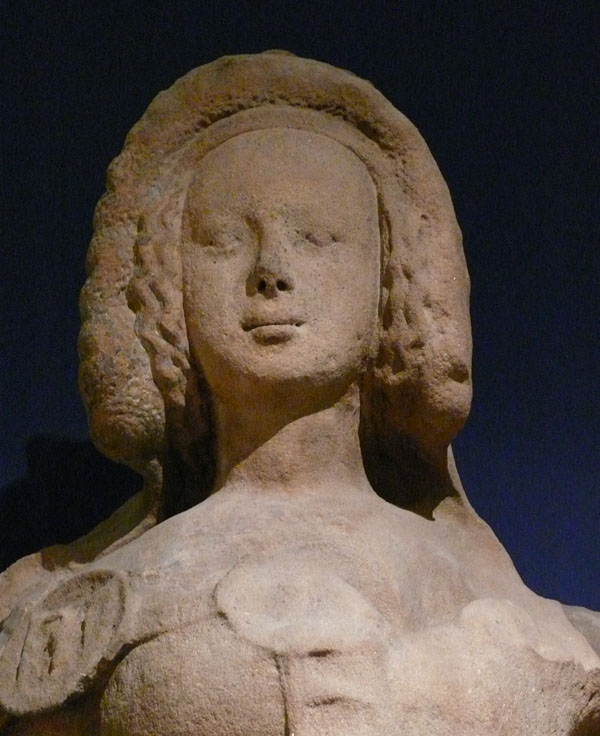
Katharina von Luxemburg Prinzessin von Böhmen, Statue am Stephansdom

Skulpturen dieses für die österreichische Geschichte bedeutenden Herrscherpaares befinden sich jeweils an den Enden der Westfassade des Wiener Stephansdomes.

### Hauptmann von Laa an der Thaya
Am 10. Mai 1347 ist Albero als Hauptmann der landesfürstlichen Stadt Laa an der Thaya, Bezirk Mistelbach in Niederösterreich belegt und er übernahm als solcher Agenden des Herzogs, indem er den Verkauf eines landesfürstlichen Lehens genehmigte. Hauptsächlich musste er sich jedoch um Grenzfehden mit benachbarten böhmischen Herren kümmern.

### Verlagerung nach Österreich unter der Enns

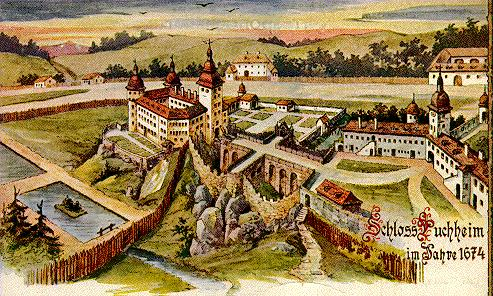
Feste Puchheim 1674

Im Jahre 1348 kam es zur Verlagerung des territorialen Besitzschwerpunktes der Herren von Puchheim von Oberösterreich nach Niederösterreich, indem der freieigene Stammsitz der Familie – Herrschaft und Schloss Puchheim – gegen bedeutenden Lehensbesitz der Herzöge von Österreich getauscht wurde.

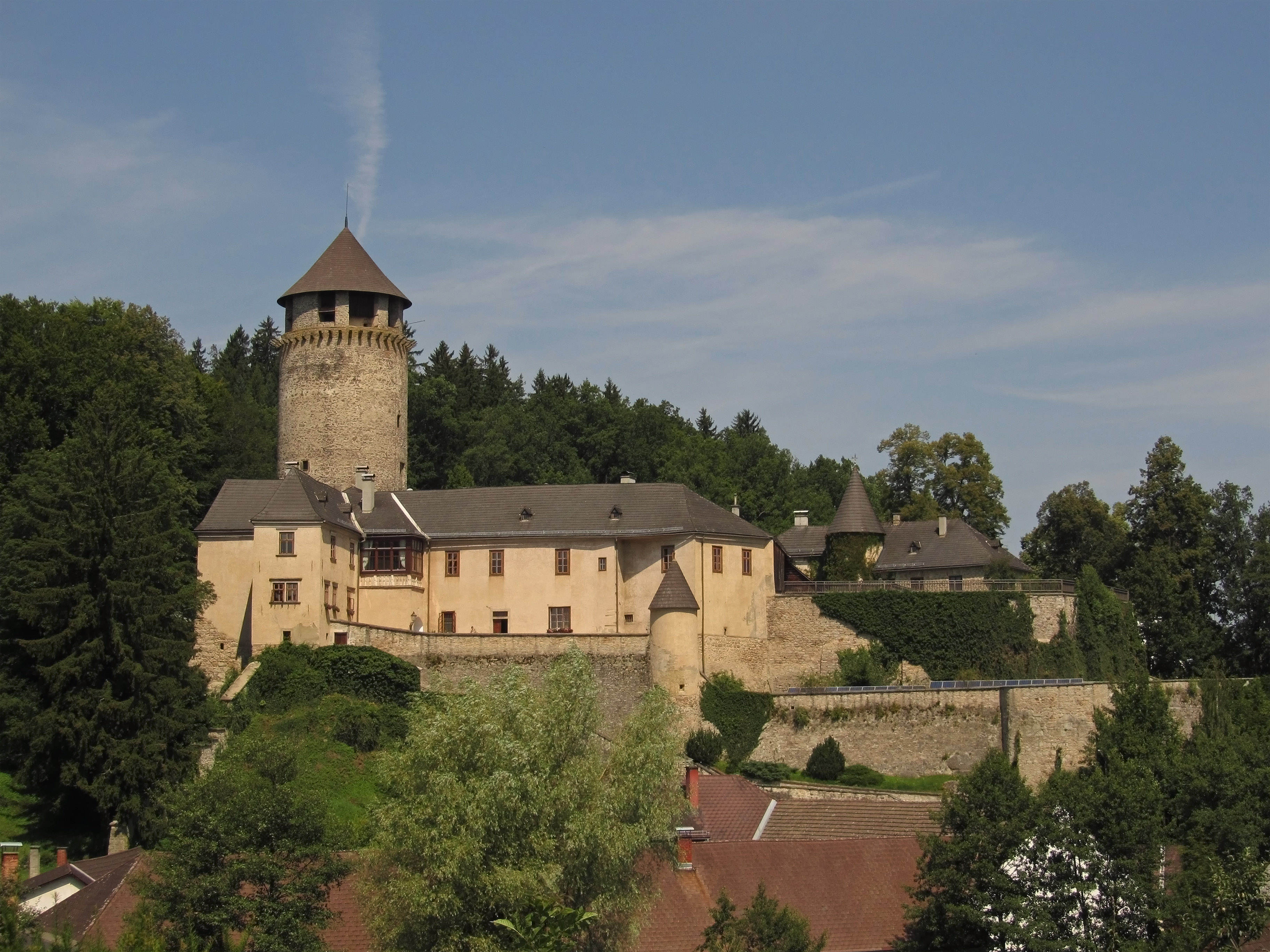
Altes Schloss in Litschau

Dies erfolgte am 15. Oktober in Wien, wo es zu einem „khauf und widerwexl“ (Kauf- und Tauschvertrag) von Albrecht II. von Habsburg, Herzog von Österreich, Steyr (Steiermark) und Kärnten und seinem Getreuen „Albrechten von Puchhaimb“ kam, der dem Herzog die – freieigene – Feste Puchheim in Oberösterreich (heute in der Gemeinde Attnang-Puchheim) samt den Gerichten, verliehenen Gütern, allen Edelleuten, den beiden Kirchenlehen zur Kirche in Vöcklabruck und auch der Kirche zu Puchenau und allen sonstigen Zugehörungen übertrug und dafür nach Landrecht in Österreich die beiden Herrschaften und Festen Litschau und Heidenreichstein – die zuvor schon in seinem Pfandbesitz gewesen waren – als rechtes Lehen erhielt, jedoch ohne Edelleute, und die Kirchenlehen zu Raabs an der Thaya und jene zu Heidenreichstein, ohne die Vogtei über die Klöster und Gotteshäuser, die bisher zu den Festen gehört hatten.

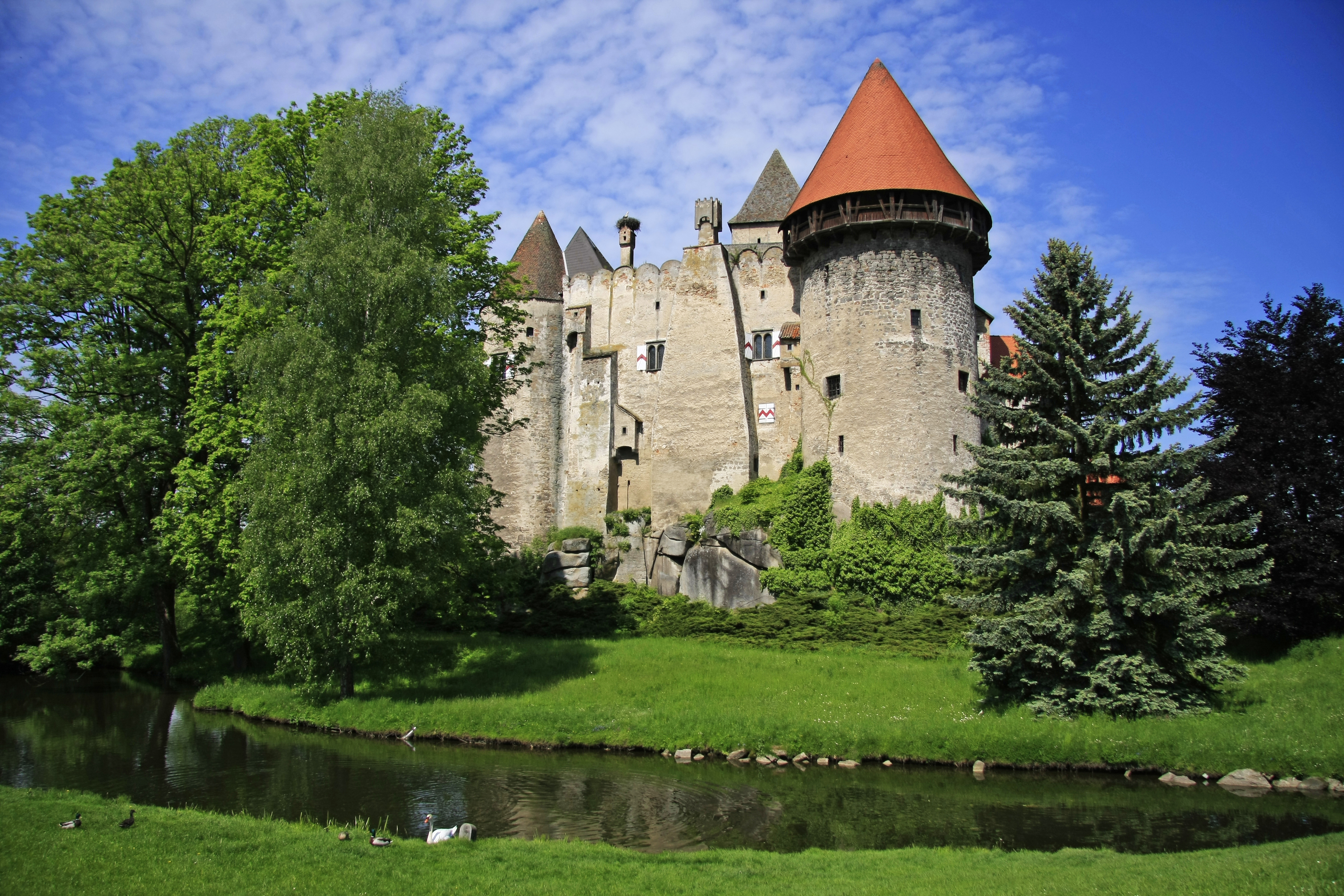
Wasserburg Heidenreichstein im Sommer

Dieser neue Besitz war zwar als Lehensbesitz rechtlich geringwertiger als das aufgegebene freie Eigen, jedoch erheblich umfangreicher als der aufgegebene Stammsitz und verschaffte Albero V. darüber hinaus größeren Einfluss am Wiener Hof.
Nicht unproblematisch war der Umstand, dass dieser Besitz im nördlichen Waldviertel und damit direkt an der böhmischen Grenze gelegen war, wodurch es immer wieder zu territorialen Streitigkeiten und Feindseligkeiten zwischen den Herrschaftsbesitzern im Grenzbereich Österreich und Böhmen kam.
So standen sich im Jahre 1352 in einer Fehde österreichische und böhmische Herren gegenüber, wobei Albero von Puchheim von den Herren Wilhelm von Landstein Oberstburggrat in Prag, Eberhard und Heinrich von Herren von Walsee gegen die böhmischen Herren Heinrich II. von Neuhaus († 1363), Stefan von Sternberg, Jost I. von Rosenberg und Jesko von Michelsberg unterstützt wurde. Durch Intervention von König Karl IV. von Böhmen und des Markgrafen Johann von Mähren konnten 1352 der Konflikt beigelegt, Friedensbedingungen festgelegt und die Aussöhnung bestätigt werden.

### Krieg mit Zürich
Albero von Puchheim, der bereits mehrere Jahre am Hof von Herzog Albrecht II. eine bedeutende Rolle als Vertrauter und Berater gespielt hatte, übernahm auch militärische Aufgaben. So etwa 1353, als er im Krieg gegen Zürich, das sich 1351 zur Sicherung seiner Unabhängigkeit der schweizerischen Eidgenossenschaft angeschlossen hatte, bei der Belagerung der Stadt ungarische Hilfstruppen in der Stärke von 500 Mann befehligte.

#### Landvogt in den Österreichischen Vorlanden
Im selben Jahr 1353 wurde er von Herzog Albrecht II. zum Landvogt im Aargau, Thurgau, Elsass, Sundgau, Breisgau, in Glarus und im Schwarzwald ernannt, wodurch die Verwaltung der gesamten Österreichischen Vorlande in der Hand von Puchheim konzentriert wurde.
Tatsächlich gelang es dem neuen Landvogt, die verbündeten Schweizer zu entzweien und von den Zürichern am 25. Juli 1355 einen für die Habsburger günstigen Frieden zu erreichen.
Am 29. April 1356 verlängerte Albert von Puchheim als Landvogt und Hauptmann in den österreichischen Vorlanden den Friedensvertrag mit der Stadt Zürich und schloss ein Bündnis, gültig bis zum 11. November 1361, das von Herzog Albrecht am 1. Juni 1356 bestätigt wurde.
Damit führte er eine grundlegende Änderung der habsburgischen Position in der Schweiz herbei, die nachhaltig war, da in der Folge in den Vorlanden dreißig Jahre lang im Wesentlichen Ruhe herrschte.
Im selben Jahr beauftragte Herzog Albrecht II. seinen Landvogt Albero von Puchheim, einen Streit um das Ungeld zu Altkirch zwischen ihm, Johann Peter von Buchs und Hermann von Landenberg von Greifensee dem Älteren zu beenden, indem er Peter von Buchs das Ungeld alsbald überantwortete und ihm 1000 Pfund Basler Pfennige gebe, oder wenn sie nicht da wären, diesem 500 Pfund vom Elsass und Sundgau und 500 Pfund gen Herrschaft Tattenried (Seigneurie de Delle) anweise.
Am 29. März 1357 zeigte Herzog Albrecht II. dem Albero von Puchheim als Landvogt im Sundgau an, dass er das Tal und das Amt zu Masmünster dem Johann von Waltpach, Bürger zu Basel für 5000 Gulden versetzt habe und dass Puchheim gemäß dem Pfandbrief vorgehen sollte.
Am 5. September 1357 schlug Herzog Albrecht II. 1125 Gulden, welche er dem Albero von Puchheim für das Amt des Landvogtes in Schwaben, im Breisgau, Thurgau und Sundgau schuldig geblieben war, auf die Mauten von Neudorf und Salhenau auf.
Puchheim erschien urkundlich zuletzt am 29. März 1357 als Landvogt und war am 5. September dieses Jahres bereits abberufen.

#### Kreditgeber des Landesfürsten
Albero konnte dank seines erheblichen Vermögens den Landesfürsten auch in finanziellen Fragen gute Dienste erweisen.
So löste Herzog Albrecht II. am 13. August 1353 von Ulrich, Herr von Stubenberg eine Schuld von 800 Pfund Pfennigen ein, die er unmittelbar darauf dem Albert von Puchheim um 1000 Pfund Wiener Pfennige verpfändete. Hormayr nennt sogar 1800 Pfund, die Puchheim bezahlte, statt der 800, die Herzog Albrecht II. aufwenden musste.
Auch verpfändete Herzog Albrecht II. am 5. April 1356 dem Albero von Puchheim, seinem Landvogt in den Österreichischen Vorlanden, für 700 Gulden die Maut zu Salenau und die Maut zu Neudorf
Am 7. Juni 1356 bestätigt Herzog Albert II., dass ihm Albero von Puchheim 4500 Pfund Wiener Pfennige geliehen hat, wofür er ihm die Burg und das Gericht Hainburg an der Donau verpfändet, die er aber zurückerhält, wenn er binnen zwei Jahren die an die Herren von Maissau verpfändete Burg Raabs an der Thaya einlöst und dem Alber von Puchheim versetzt.
Im selben Jahr 1356 befahl Herzog Albrecht II. seinem Landvogt Albero von Puchheim, das Ungeld von Altkirch – das mit ihm, dem Landvogt und mit Hermann von Landenberg in Fehde lag – dem Johann Peter von Buchs alsbald zu übergeben und ihm 1000 Pfund Basler Pfennige zu geben, oder wenn sie nicht verfügbar wären, 500 Pfund vom Elsass und vom Sundgau und 500 Pfund von der Herrschaft Tattenried (Seigneurie de Delle) zu übermitteln.
Am 29. März 1357 teilte Herzog Albrecht II. seinem Landvogt mit, dass er das Tal und Amt zu Masmünster dem Johann von Walpach, Bürger zu Basel für 59000 Gulden versetzt habe und dass er gemäß dem Pfandbrief vorgehen solle.
Am 5. September 1357 weist Herzog Albrecht II. dem Albrecht von Puchheim für die 1125 Gulden, die er ihm für sein Amt als Landvogt der österr. Vorlande schuldig geblieben ist, die Mauteinnahmen zu Neudorf und Sahlenau an.

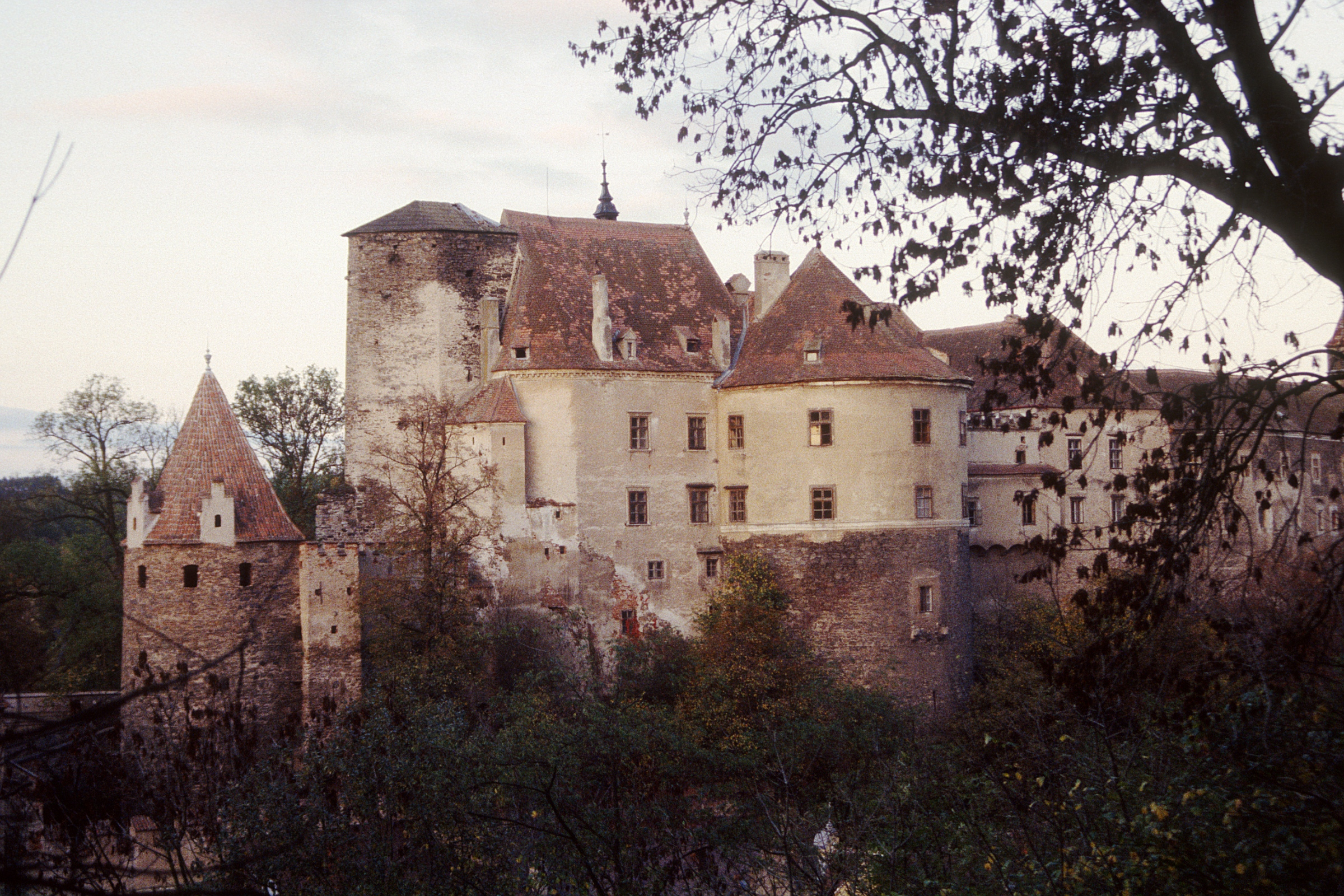
Raabs castle 1995 01

Am 3. März 1358 gelang Albero von Puchheim eine wesentliche Ausweitung seines Grundbesitzes, da an diesem Tag Herzog Albrecht II. bezeugte, dass mit seinem Willen Albero von Puchheim von Wernhard von Maissau, Burg und Markt Ragtz (Raabs an der Thaya) und den Markt Dobersberg mit Zugehör um 300 M.I.S. und um 1000 Mark Silber Wiener Gewicht, dann um 150 und 460 Pfund Wiener Pfennige abgelöst habe, Albero erwarb damit den Hauptsitz der ehemaligen Grafschaft Raabs, die damit weitgehend seiner Kontrolle unterstand, wobei Raabs an der Thaya bis 1702 im Besitz seiner Familie blieb.

### Diplomatische Missionen
Albero von Puchheim hatte eine bedeutende politische und militärische Stellung am Hof von Herzog Albrecht II als dessen Rat und wurde auch mit wichtigen diplomatischen Aufgaben betraut.

#### Gesandter in Böhmen
Noch während seiner Funktion als Landvogt in den Vorlanden ernannte ihn Herzog Albrecht II. am 20. Februar 1356 zu seinem Bevollmächtigten, um gemeinsam mit mehreren anderen hochrangigen Adeligen mit Kaiser Karl IV. als König von Böhmen über die Beilegung verschiedener Grenzfehden zu verhandeln, die zwischen österreichischen und böhmischen Herren bestanden.

#### Streitvermittler in Ungarn
Im Jänner 1356 besuchte König Ludwig I. von Ungarn (regierte 1342 bis 1382) Herzog Albrecht II. von Österreich, wobei ein Bündnis über wechselseitigen Beistand geschlossen und beurkundet wurde. Anschließend begleitete der Herzog seinen königlichen Gast bis Raab, wo dieser die Vermittlung einiger Streitfragen übernahm, die der Herzog – vermutlich wegen Grenzfragen – mit dem Kaiser hatte. Albero von Puchheim begleitete dabei den Herzog.
Herzog Albrecht II. ernannte daraufhin am 20. Februar 1356 Albero von Puchheim, Landvogt im Argau und Thurgau, Ulrich II. von Walsee († 1359), Hauptmann in Steiermark, Hermann von Landenberg von Greifensee und Otto von Maissau zu seinem Bevollmächtigten um die Entscheidungen von König Ludwig in den offenen Streitfragen anzunehmen und zu vollziehen.

#### Bei Kaiser Karl IV.
Eine besondere Aufgabe ergab sich aus der Tatsache, dass im Jahre 1358 in Österreich im geheimen Archiv zwei wichtige Urkunden mit goldenen Bullen des römisch-deutschen Königs Friedrich II. von von Hohenstaufen aufgefunden worden waren, die das Königreich Böhmen betrafen.
Die eine, in der König Friedrich II. Ottokar I. Přemysl König von Böhmen das Eigentum des Gutes Flozze nebst Zubehör zuerkennt, war am 26. Oktober 1212 in Basel ausgestellt worden. Die andere – erheblich bedeutendere – wurde im Juli 1231 in Melfi ausgestellt und darin Kaiser Friedrich II. König Wenzel I. von Böhmen den Besitz des Königreichs Böhmen mit allen Rechten und Freiheiten bestätigt, wie sie vorher König Ottokar I. besessen hatte.
Herzog Albrecht II. entschloss sich daher, diese beiden Urkunden Kaiser Karl IV. zu übermitteln. Er ernannte den Burggrafen Burkard von Maidburg und Albero von Puchheim zu seinen Sondergesandten und übergab ihnen am 2. April 1358 die Urkunden mit dem Auftrag, sie nach Prag zu bringen und Kaiser Karl IV. zu übergeben.

### Unter Herzog Rudolf IV.

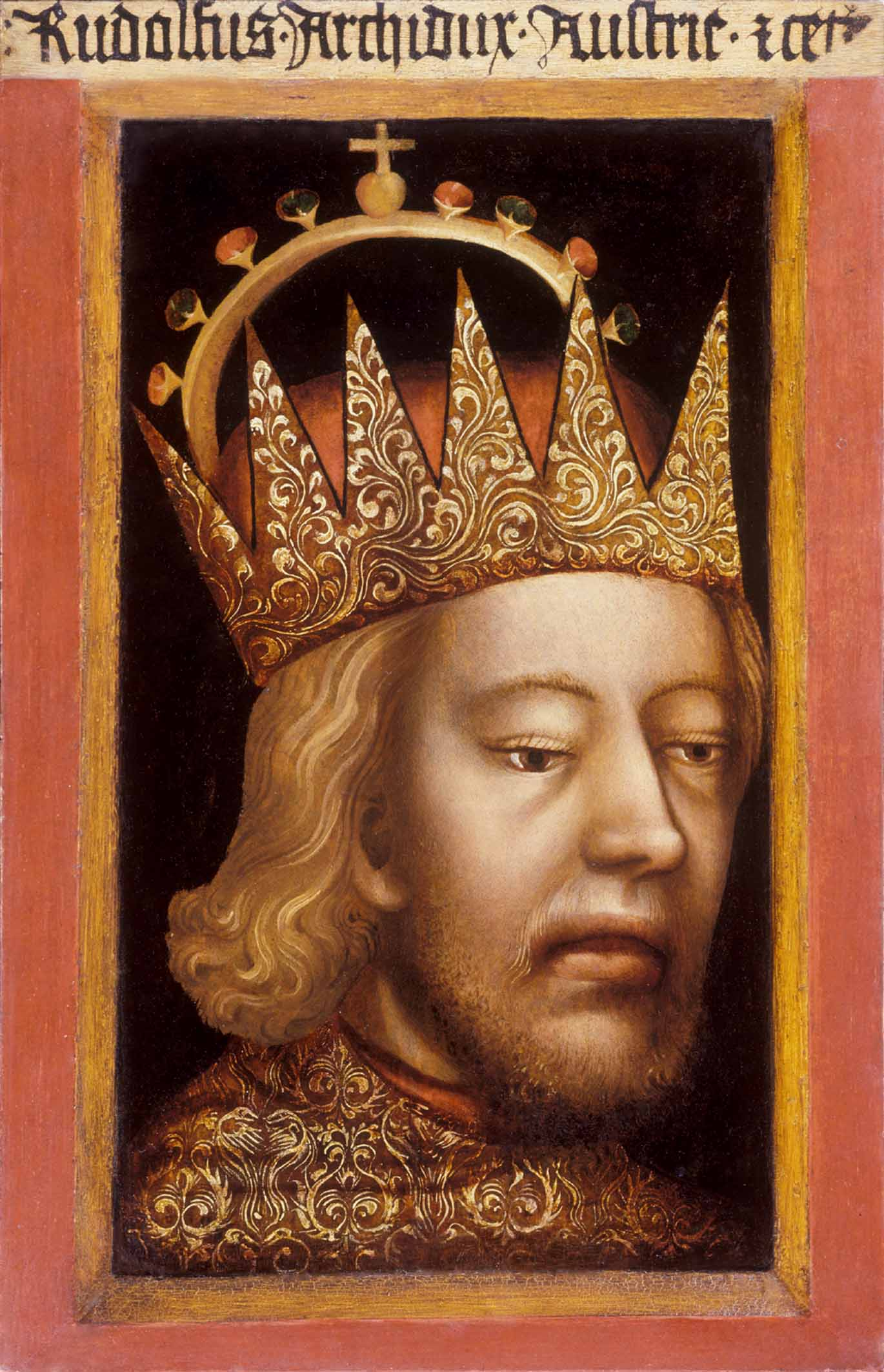
Rudolf IV

Alberos Landesfürst Albrecht II. von Habsburg, Herzog von Steiermark (1330–1358), Herzog von Kärnten (1335–1358), Herr von Krain sowie der Österreichischen Vorlande starb am 20. Juli 1358 in Wien.
Auf Herzog Albrecht II. folgte von 1358 bis 1365 sein ältester Sohn Rudolf IV. genannt „der Stifter“ (* 1339; † 1365) als Herzog von Österreich, Kärnten und Steiermark, der trotz seiner kurzen Regierungszeit durch das (gefälschte) Privilegium Maius den Erwerb der Grafschaft Tirol und des Herzogtums Krain, die Bemühungen um ein eigenständiges Landesbistum, die Stiftung der Wiener Universität etc., den Aufstieg seines Hauses vorzeichnete und daher wohl zu den bedeutendsten österreichischen Landesfürsten des 14. Jahrhunderts zu zählen ist. Albero von Puchheim hatte als enger Vertrauter des Herzogs das Privileg, diese Entwicklungen als enger Berater mitzuerleben und gelegentlich vielleicht sogar zu beeinflussen. Er erscheint daher in der Folge in zahlreichen Urkunden als Zeuge.

#### Hauptmann in Steiermark und in Krain
Herzog Rudolf IV. ernannte Albero von Puchheim 1359 zum Hauptmann der Herzogtümer Steiermark und Krain, wodurch Albero von Puchheim in zahlreichen Urkunden von Herzog Rudolf IV. erscheint.
So wird Albero in dieser Funktion in der Urkunde von Herzog Rudolf IV. aus dem Jahre 1359 erwähnt, in der dieser nach dem Ableben des Schenken Jans von Dobra das erledigte Oberstjägermeisteramt in Österreich unter der Enns dem Friedrich von Kroisbach (Kreisbach) verlieh und ihm das Schloss Rappoltenkirchen, genannt „die Jägerburg“ als Amtslehen übertrug.
Die Funktion des Hauptmanns in Steyr entsprach der eines österreichischen Landmarschalls, der den Herzog als Gerichtsvorsitzender und in vielen anderen Belangen vertrat. So trat Albero u. a. als Vorsitzender des Gerichtes zu Graz auf und richtete Mandate an steirische Untertanen.
In dieser Funktion begleitete er 1360 Herzog Rudolf IV. in die Steiermark und wohnte in Graz der feierlichen Huldigung Rudolfs durch die Stände bei.
Albero von Puchheim wird auch als Zeuge in der Urkunde genannt, mit der Herzog Rudolf IV. am St. Blasientage die Privilegien des Stiftes Rein (in der Gemeinde Gratwein-Straßengel in der Steiermark) bestätigte und am 10. Februar 1360 dem Deutschordenshaus in Graz eine Stiftung übergab.
In Graz war Albero von Puchheim neben Gottschalk von Neuberg (Neitperg) auch Schiedsrichter in einem Streit zwischen Peter von Eberstorf und den drei Brüdern Friedrich, Ulrich und Otto von Stubenberg wegen der Herrschaft Stadeck und anderer Besitzungen in der Steiermark, die früher dem Albero von Eberstorf gehört hatten.
Nach seiner Rückkehr aus Graz war Albero von Puchheim Zeuge der Urkunde, mit der Herzog Rudolf IV. das auf Herzog Albrecht II. zurückgehende Privileg vom 15. Juni 1331 für das Schottenstift in Wien am 14. Juli 1360 bestätigte und es unter seinen besonderen Schutz nahm.
Am 16. Mai 1361 bezeugte Albero von Puchheim als Hauptmann in Steier und in Krain die an diesem Tag in Wien ausgestellte Urkunde von Herzog Rudolf IV. womit dieser die dem Stift Klosterneuburg (nordöstlich von Wien) seinerzeit von den Herzogen Albrecht und Otto von Österreich gewährten Privilegien bestätigte.
Im selben Jahr 1361 gelobte Herzog Rudolf IV. dem Albero von Puchheim und dem Friedrich von Auffenstein, sie wegen der 6000 Gulden, die für die Befreiung der gefangenen Bürger von Venedig aufgewendet wurden, gegen Hermann und Niklas, die Schenken von Osterwitz schadlos zu halten.
Albero war am 16. Juni 1361 zu Weitra auch Zeuge der Unterwerfung der einzigen reichsunmittelbar gebliebenen Dynastie in Österreich ob der Enns, der Grafen von Schauenberg, die sich nach langem Widerstand an diesem Tag zu Vasallen der österreichischen Herzöge erklärten. Endgültig unterwarfen sie sich jedoch erst nach dem Ende Schaunberger Fehde (1380–1390).
Albero war im selben Jahr auch Zeuge der von Herzog Rudolf IV. ausgestellten Freiheitsbriefe für das Stift Kremsmünster und für das Stift Wilhering sowie 1362 der herzoglichen Bestätigungsurkunde für das Stift Zwettl.
Im Jahr 1362 war Albero Zeuge der Urkunde von Herzog Rudolf IV. über den Verkauf des Zwettelhofes an das Stift Zwettl und über die 1362 erfolgte Schenkung desselben.

#### Militärische Aufgaben

##### Krieg gegen den Patriarchen von Aquileia
Albero von Puchheim war als Hauptmann in den Herzogtümern Steiermark und Krain auch mit militärischen Aufgaben betraut.
In dem Konflikt, der zwischen Herzog Rudolf IV. und dem Patriarchen von Aquileja Ludovico della Torre (1359–1365) wegen Gebietsstreitigkeiten bestand, kam es im Juni 1361 zum Krieg, in dem sich Albero von Puchheim besondere Verdienste erwarb, da er nicht nur auf Befehl von Herzog Rudolf Kriegsvolk zum Kampf gegen den Patriarchen angeworben hatte, sondern im Juni 1361 auch mit eigenen Truppen selbst an den Kampfhandlungen teilnahm und zur Einnahme der Stadt Aquileia erheblich beitrug. Nach deren Eroberung wurde der Patriarch gefangen genommen, nach Wien gebracht und dort festgehalten, von wo er erst im April 1362 zurückkehren konnte.
Herzog Rudolf IV. versprach am 1. Dezember 1361 dem Albero von Puchheim und dem Friedrich von Auffenstein, sie in Anerkennung ihrer Verdienste wegen der 6000 Gulden, die zur Befreiung der gefangenen Bürger zu Venedig verwendet wurden, gegen Hermann und Niklas die Schenken von Osterwitz schadlos zu halten.
Am 24. Dezember 1361 war Albero Zeuge der in Wien ausgestellten Urkunde, mit der Herzog Rudolf IV. sein im Krieg mit dem Patriarchen von Aquileja abgelegtes Gelübde einlöste und nach Beendigung desselben für die St.-Georgs-Kapelle in Enns vor der Stadt eine ewige Messe mit jährlich 16 Pfund Pfennig stiftete.
Auch im Kampf gegen das aufsässige niederösterreichische Herrengeschlecht der Kuenringer bewährte sich Albero (Wurmbrand, Collectanea, op. cit. 19).

### Fehde mit böhmischen Nachbarn
Im Jahre 1381 kam es zu Grenzfehden zwischen böhmischen und österreichischen Herren, worauf Albero von Puchheim am 9. Juni mit seinen Söhnen, mit Andreas von Liechtenstein und Hans dem Streun von Schwarzenau mit den böhmischen Herren Peter, Ulrich, Johann und Heinrich von Rosenberg und Heinrich III. von Neuhaus († 1398), einen Waffenstillstand und eine Vereinbarung erwirkte, wonach militärische Aktionen vierzehn Tage vor Beginn der Fehdehandlungen angekündigt werden mussten.
Um diese Zeit bewegte sich Albero wohl ständig im Umkreis von Herzog Rudolf IV., da er in allen Freiheitsbriefen und landesfürstlichen Bestätigungen, die von diesem im Jahre 1362 den Stiften und Klöstern St. Pölten, St. Florian, Lambach, Kremsmünster, Wilhering und Zwettl ausgestellt wurden, als Zeuge erscheint, wobei er sich abwechselnd als „Hauptmann in Steyr“ und als „oberster Truchsess in Österreich“ nennt.
Im Jahre 1363 geriet Albero in eine schwierige Situation wegen eines angeblichen Briefes, den er betreffend Johann Markgrafen von Mähren von 1349 bis 1375, an den Bischof von Olmütz Johann Očko von Wlašim(später Erzbischof von Prag und Kardinal) († 1380) geschrieben hätte. Es kam zu einem Gerichtsverfahren, in dem Albero sich mit einem Eid von den erhobenen Anschuldigungen reinigte. Mittels Spruchbriefes des kaiserlichen Hofgerichtes, gegeben am Samstag vor dem Auferstehungstag 1363 wurde er daher vom kaiserlichen Hofrichter, Burkhard des H.R.R. Burggrafen von Magdeburg Grafen zu Hardegg für unschuldig erklärt.
Am 24. Juni 1362 wurde Albero zum letzten Mal als steirischer Landeshauptmann genannt.
In den letzten zwei Lebensjahren von Herzog Rudolf IV. „dem Stifter“ scheint Albero fast ständig in der Nähe des Herzogs gewesen zu sein, da er bei fast allen feierlichen Regierungsverhandlungen anwesend war, außer bei der Unterzeichnung des Brünner Erbvertrags im Jahre 1364 zwischen Kaiser Karl IV. und dessen Schwiegersohn Herzog Rudolf IV. über die gegenseitige Erbfolge beider Dynastien.
So wird er u. a. in der Urkunde von Kaiser Karl IV. vom Februar 1364 genannt, in der der Kaiser Herzog Rudolf IV. von Österreich die Schenkung Tirols durch Margarete von Tirol (Margarethe Maultasch bestätigte.).
Albero war mit Herzog Rudolf IV. im Feldlager zu Ried im Innkreis und bezeugte die von Herzog Rudolf am 28. März 1364 erlassene Fleischhauerordnung für die Stadt Wien.
Am 30. Oktober 1364 bezeugte er die von Herzog Rudolf erteilte Genehmigung, dass Eberhard V. von Walsee (* um 1290; † 1371), der Hauptmann von Österreich ob der Enns, eine neue Burg auf dem Klausberg am Pösenbach errichten und nach seiner Familie „Schloss Wallsee“ benennen durfte.
Am 12. März 1365 erschien Albero von Puchheim unter den ersten Zeugen der Gründungsurkunde der Wiener Universität durch Herzog Rudolf IV., die auch von dessen Brüdern, Albrecht III. und Leopold III., unterzeichnet wurde. Sie ist die älteste Universität im deutschen Sprachraum.
Auch in der Urkunde Herzog Rudolfs, mit der er am 29. April 1356 dem Stift St. Florian die Burghut des Schlosses Spielberg als Zufluchtsort bei Feindesgefahr gegen Verzicht auf alle Ansprüche auf die Stadt Enns übertrug, war Puchheim einer der prominenten Zeugen.
Wenig später starb Herzog Rudolf IV. der Stifter völlig überraschend im Alter von nur 25 Jahren am 27. Juli 1365 in Mailand, ein schwerer Verlust für Österreich und Puchheim.

### Unter Albrecht III. und Leopold III.
Nach dem Ableben von Herzog Rudolf IV. folgten dessen Brüder Albrecht III. und Leopold III. gemeinsam als Landesfürsten in den habsburgischen Ländern. Puchheim war zunächst wenig in Geschäfte der neuen Herzöge involviert, trat aber vielfach in privaten Angelegen von Standesgenossen als Zeuge auf.
Am 28. Oktober 1365 erklärte Bischof Paul von Freising, dass er den von Albero von Puchheim und 5 anderen ausgewählten Landherren (u. a. Ulrich I. von Schaunberg, Eberhard von Walsee-Linz, Leutold von Stadeck, Rudolfotto von Liechtenstein und Friedrich von Stubenberg) gefällten Spruch über die an die Herzöge Albrecht und Leopold vom Bistum Freising erhobenen Forderungen wegen der von dem verstorbenen Herzog Rudolf IV. dem Stift zugefügten Schäden vollziehen werde.
Am 21. Jänner 1366 war Albero von Puchheim in Wien Zeuge einer Vergleichsurkunde zwischen Stefan von Zelking und Cäcilia, seiner Hausfrau, und Friedrich von Pottendorf, ihrem Eidam und dessen Gemahlin Dorothea, geborene von Zelkung einerseits und Perthold von Pergau, Hofrichter von Österreich und seiner Muhne Sophie von Pergau andererseits bezüglich einer Schuldforderung von 1778 Pfund, welche Stefan und Cäcilia von Zelking an Leutold von Stadeck, Landmarschall in Niederösterreich und dessen Vetter Rudolf von Stadeck zu machen hatten.

### Unter dem Erzbischof von Salzburg

#### Hauptmann von Salzburg
Unmittelbar darauf ergab sich für Albero eine neue Perspektive, da sein Bruder, Pilgrim II. von Puchheim (* um 1330; † 5. April 1396), der 1363 in Avignon das Bakkalaureat des Kirchenrechtes erworben hatte, im Jahre 1365 von der österreichischen Partei im Domkapitel – gegen den Willen der Herzoge von Bayern – zum Fürsterzbischof von Salzburg gewählt wurde und am 8. Mai 1366 in Wien von Kaiser Karl IV. die Regalien erhielt.
Erzbischof Pilgrim ernannte seinen in Regierungsangelegenheiten erfahrenen Bruder Albero zum Landeshauptmann im Territorium des Fürsterzbistums Salzburg, ein Amt, das Albero – neben anderen Aufgaben – bis zum Jahr 1368 ausübte.
Am 5. Oktober 1366 leistete Albero von Puchheim als Hauptmann von Salzburg mit seinem Bruder Hans von Puchheim Bürgschaft für ihren Bruder Pilgrim II: von Puchheim, Erzbischof von Salzburg für eine Geldschuld gegenüber dem Juden Haeslein.
Im selben Jahre 1366 erschien Albero in zwei Urkunden von Kaiser Karl IV. von Luxemburg, mit denen die Privilegien des Erzbischofs von Salzburg – seines Bruders Pilgrim von Puchheim – bestätigt wurden.

### Unter Herzog Albrecht III.

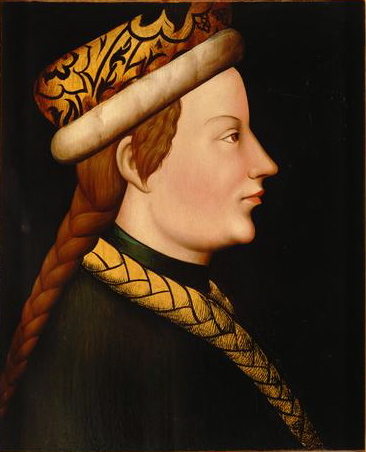
Albrecht III. Landerherr Alberos

Auf Grund der Rudolfinischen Hausordnung von 1364 waren die habsburgischen Länder gemeinsamer Besitz aller Brüder. Albrecht III. (1349–1395) regierte daher gemeinsam mit seinem Bruder Herzog Leopold III. III. (1351–1386).

#### Landvogt in den österreichischen Vorlanden
Am 29. April 1368 trat Albero von Puchheim erstmals als Landvogt der beiden Herzöge in Schwaben und im Elsass auf.

##### Erwerb der Stadt Freiburg für Österreich

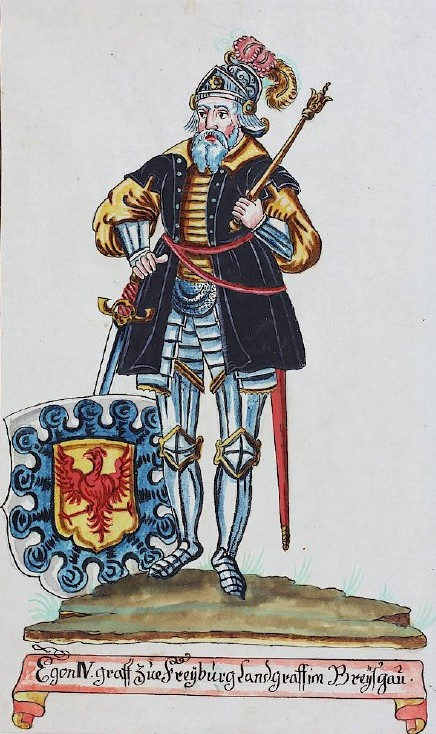
Egino III von Freiburg

Albero von Puchheim wurde daraufhin mit der Aufgabe betraut, mit dem Grafen Egon III. von Freiburg († 1385) und der Stadt Freiburg im Breisgau mit dem Ziel zu verhandeln, dass sich diese Stadt der Autorität der Herzoge von Österreich unterstellt, dies, nachdem es zwischen Graf Egino III. und der Stadt 1366 zu erbitterten Kriegshandlungen und schließlich 1368 zu einem Friedensvertrag gekommen war, nach dem sich die Stadt um 20.000 Mark Silber freikaufte. Es ging darum, die Stadt einem neuen und verlässlich schützenden Stadtherren zu übergeben. Albero erledigte die Verhandlungen mit der Stadt zur vollen Zufriedenheit seiner Landesfürsten, indem er die Bürger der Stadt Freiburg dazu veranlasste, einen Selbstübergabebrief auszustellen und sich damit der Herrschaft der österreichischen Herzoge zu unterstellen. (Lichnowsky IV., Reg. 860) (Adler 144) Damit wurde die Herrschaft der Habsburger im Breisgau wesentlich ausgebaut.
Im Zusammenhang damit stellte Herzog Leopold III. dem Albrecht von Puchheim einen Revers wegen seiner Bürgschaft für 2000 Gulden aus, wofür die Stadt und Herrschaft Freiburg im Breisgau gekauft wurde.
In der zweiten Hälfte des Jahres 1369 begleitete Albero die Herzöge Albrecht III. und Leopold III. von Österreich nach Schärding ob der Enns in Österreich und war dort Zeuge des zwischen diesen und dem Herzog Stephan II. von Bayern am 29. September 1369 abgeschlossenen Frieden von Schärding.
Damit wurde die wichtige Nachfolge in der Grafschaft Tirol geregelt, die zwischen Herzog Meinhard Herzog von Oberbayern, der durch seine Mutter Margarete Maultasch Gräfin von Görz und Tiol (* 1318, † 3. Oktober 1369 in Wien) bis 1363 als Meinhard III. auch als Graf von Tirol regierte. Nach dessen Ableben setzte sie jedoch dessen Schwager, Herzog Rudolf IV. von Österreich als Erben ein, was 1369 zu einem langen Krieg zwischen Bayern und Österreich führte, der durch diesen Frieden beendet wurde, wodurch Tirol endgültig Teil der Habsburgermonarchie wurde.
Im selben Jahr erhielt Albero von Puchheim von Herzog Albrecht den Getreide- und Weinzehent zu Oberhollabrunn und wurde mit einem Hof belehnt, den Jans Turs von Raueneck dem Alber von Puchheim verkauft und dem Herzog aufgesandet hatte.
Alberos Mission als Landvogt in Schwaben und im Elsass endete im Jahre 1369, wobei sich die prekäre finanzielle Situation der beiden Herzoge von Österreich darin zeigt, dass diese ihrem verdienten Landvogt die ihm noch zustehende Entschädigung für seine erfolgreiche Tätigkeit nicht in bar auszahlten, sondern ihm am 24. Juni 1369 einen Schuldschein über 500 Gulden ausstellten.

### St.-Georgs-Ritter
Laut einem erhaltenen Mitgliederverzeichnis aus dem Jahre 1369 waren die Herren Albero und Johann von Puchheim Mitglieder der um 1337 von Otto dem Fröhlichen Herzog von Österreich bei den Augustinern gestifteten St.-Georgs-Kapelle gegründeten St.-Georgs-Gesellschaft, auch bekannt als Temploier-Ritter wie sie in Gedenken an den wenige Jahre zuvor aufgehobenen Templerorden genannt wurden. (Fischer, Brevis Notitia Urb. Vindobonae. Suppl. I. S 168 – 171)

### Streitschlichtung
1371 am St.-Agnes-Tag vermittelten Albero von Puchheim, oberster Truchsess und Hartneid von Losenstein den Streit ihrer Onkel, der Brüder Heinrich und Gundacker von Dachsberg mit Peter, Pfarrer von Waidhofen an der Thaya und Schreiber des Herrn Heidenreich von Maissau, Landmarschall in Österreich, wegen der Kirche zu Waidhofen, die dem verstorbenen Eberhard von Dachsberg zur Pflege und nach dessen Tod den genannten Brüdern von Dachsberg anvertraut war. Sie entschieden, dass der Pfarrer den Dachsbergern 10 Pfund Wiener Pfennige von den Einnahmen geben sollte, dass jedoch der Rest dem Pfarrer und der Kirche gehören sollten. Auch sollten die Dachsberger den Pfarrer nicht mehr bedrängen, sondern der Kirche und ihren Gütern gnädige Herren und Beschützer sein.

### Kriegsdienste
In den häufigen Fehden, in denen die Brüder Herzog Albrecht und insbesondere Herzog Leopold wegen seiner Neigung zum Krieg fortwährend verwickelt waren, stand ihnen Albero als treu ergebener Lehensmann und Bundesgenosse mit Gut und Blut bei, was durch die von den Herzogen ausgestellten Schadlosbriefe bestätigt wurde.
So bestätigten 1372 die Herzöge Albrecht und Leopold von Österreich, dass sie dem Albero von Puchheim 3800 Gulden für seine geleisteten Kriegsdienste schulden und verschrieben ihm dafür ihre Behausung (Burg) Raabs, den Markt und das Gericht daselbst, ferner Wolkenstein und das Urbar im Ennstal.

### Verhandlungen mit Ungarn
Am 22. Oktober 1372 zu Wiener Neustadt regelten Stefan III. von Kanizsay, Bischof von Agram (heute: Zagreb), der Palatin von Ungarn, Emerich Eschlinionus (Oscil), der oberste Schenk und Landmarschall in Österreich, Heidenreich von Maissau, der Oberst-Truchsess, Albero von Puchheim und Kadolt von Eckartsau als Schiedsrichter unter der Obmannschaft von Hermann I. Graf von Cilli die Grenzstreitigkeiten zwischen Ungarn und Österreich.

### Teilung der österreichischen Länder
Bei der politisch bedeutsamen Vereinbarung über die Teilung der österreichischen Länder zwischen Herzog Albrecht III. Und Leopold III. von Österreich vom 23. Juli 1373; bei der Herzog Albert III. Niederösterreich, sein Bruder Herzog Leopold die übrigen Länder erhält – die eine Vorstufe zum Vertrag von Neuberg (1379) darstellt – scheint Albero als Oberster Truchsess unter den ersten Zeugen auf.

### Besitzstreit um Schloss Illmau
Zur selben Zeit war Albero von Puchheim in einen Streit mit Niclas dem Pillung von St. Gilgenberg wegen eines Viertels von Schloss Illmau verwickelt, zu dessen Klärung Herzog Albrecht den Landmarschall Heidenreich von Maissau und Chadolt von Eckartsau als Spruchleute bestellte, die am 14. November 1373 zugunsten von Puchheim entschieden. Herzog Albrecht entschied, worauf Niklas der Pillung seinen Anteil an Schloss Illmau dem Albero von Puchheim verkaufte.

### Hauptmann in Salzburg
Am 8. September 1374 gelobten Albero von Puchheim, oberster Truchsess und Hauptmann in Salzburg und dessen Sohn, Pilgrim von Puchheim, Hauptmann von Friesach, dem Herzog Leopold mit der Feste Seldenhofen stets gewärtig zu sein, wenn sein Sohn Pilgrim von Puchheim Elisabeth die Witwe Cholos von Seldenhofen heiratete.

### Beisitzer der Hofschranne
Am 9. Jänner 1376 erschien Albero von Puchheim als Gerichtsbeisitzer der Hofschranne zu Wien und schöpfte in der Streitsache zwischen dem Propst von Stift Klosterneuburg, Koloman von Neuhaus; und Niklas dem Idungspeuger, der den Gerichtsboten des Propstes geschlagen hatte, gemeinsam mit Heidenreich von Maissau, dem Grafen von Pernstein, Kadolt von Eckartsau und anderen Herren die Erkenntnis, dass dieser dem Herzog mit 50 Mark Gold und dem Hofrichter Marchart von Tiernstein mit 20 Mark Silber verfallen sein sollte.

### Kredit an Herzog Albrecht III.
Im Jahre 1382 lieh er seinem Landesfürsten, Herzog Albrecht III. von Österreich, 3400 lb für den Krieg gegen Bayern und die Grafen von Schaunberg und erhielt dafür als Pfand die Stadt Laa an der Thaya mit der Bürgersteuer, dem Stadt- und Landgericht sowie den Markt Höbersdorf (im Gerichtsbezirk Stockerau).

### Tod
Am 24. September 1383 trat Albero zuletzt urkundlich auf, er dürfte daher bald darauf gestorben sein.

## Besitz
Albero von Puchheim war ständig bestrebt, seinen umfangreichen Besitz zu erweitern, wie aus zahlreichen Urkunden ersichtlich ist.

### Erbe nach seinem Vater

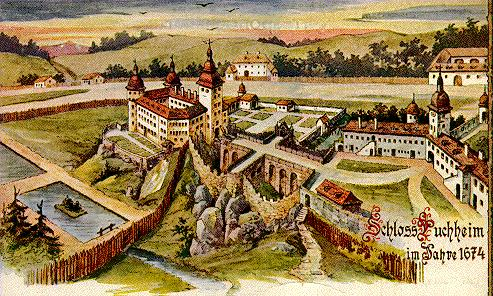
Feste Puchheim 1674

Nach dem Tod seines Vaters Pilgrim IV. von Puchheim im Jahre 1343 übernahm Albero als Senior des Hauses einen Großteil des Familienbesitzes und damit die bereits seit 1130 in Familienbesitz befindliche Stammburg Schloss Puchheim am linken Ufer der Ager im heutigen Oberösterreich mit dem Kirchenlehen, sowie das Schloss und das Dorf Reitzenschlag (in der Gemeinde Litschau), den Satz des Landgerichtes im Donautal sowie die Dörfer Ober- und Untermallebarn (heute Katastralgemeinden der Marktgemeinde Sierndorf Bezirk Korneuburg im niederösterreichischen Weinviertel).

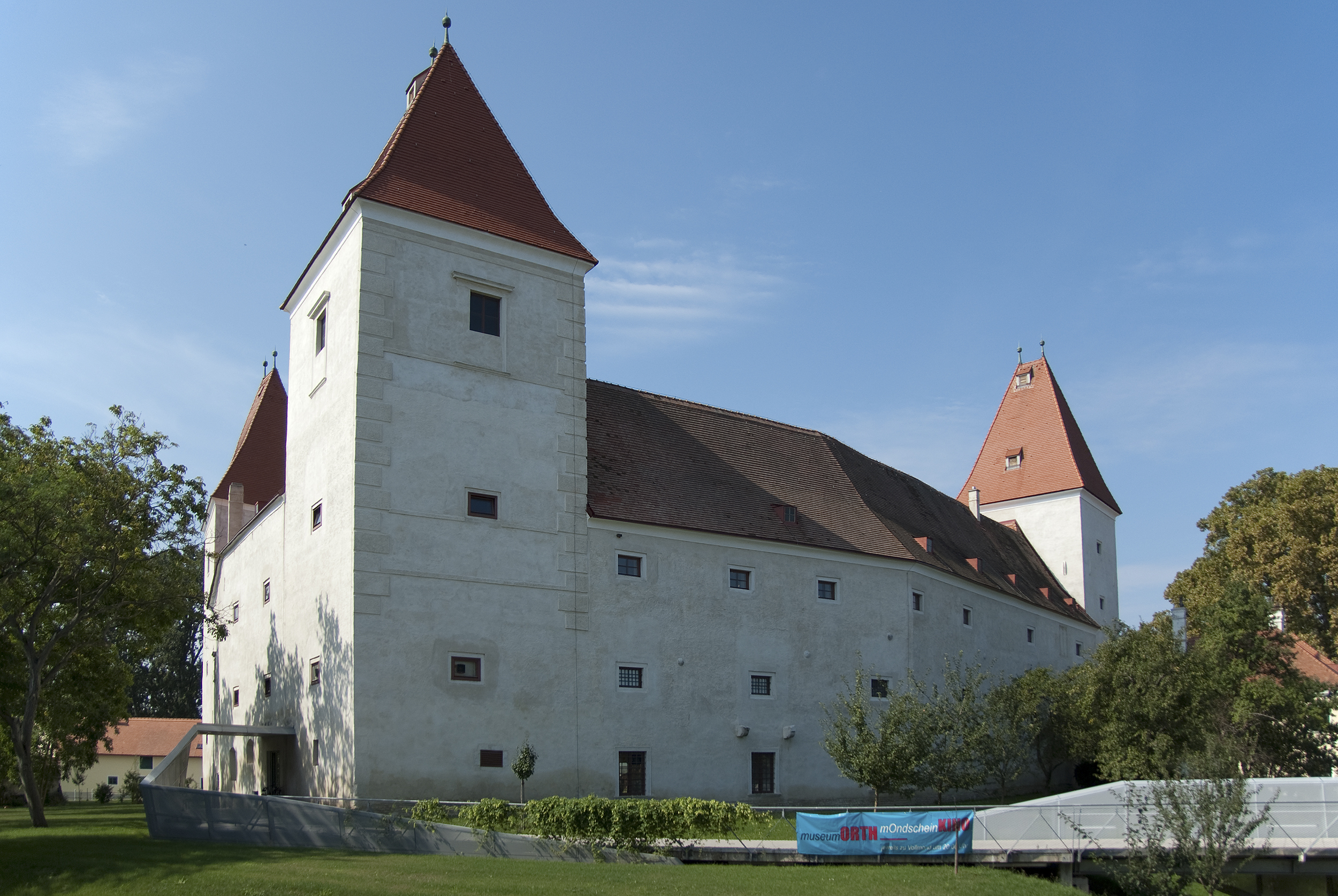
Schloß Orth-5616

Zugleich übernahm er das Amt des Obersten Truchsess im Herzogtum Österreich mit den dazugehörigen Herrschaften Feldsberg (heute in Südmähren) im Okres Břeclav (Bezirk Lundenburg) unweit der Grenze zu Niederösterreich und Schloss Orth an der Donau.

### Verlagerung des Besitzes nach Niederösterreich
Unter Albero kam es in der Folge zu einer systematischen Verlagerung des Besitzes, indem Herrschaften und Güter in Österreich ob der Enns und in der Steiermark eingetauscht oder verkauft wurden, um dafür zahlreiche größere und kleinere Herrschaften und Besitzungen in Österreich unter der Enns zu erwerben.
Bereits 1344 erwarb Albero die Dörfer Göpfritzschlag (in der Gemeinde Karlstein an der Thaya) und Weißenbach sowie einige andere Lehen im Gebiet der ehemaligen Grafschaft Raabs im niederösterreichischen Waldviertel und verkaufte im selben Jahr am 13. Mai gemeinsam mit seiner ersten Gemahlin und seinem Bruder Hans umfängliche Güter im Tal der Enns und im Tal der Liesingtal in der Obersteiermark an den Abt Ulrich der Benediktinerabtei St. Blasius zu Admont

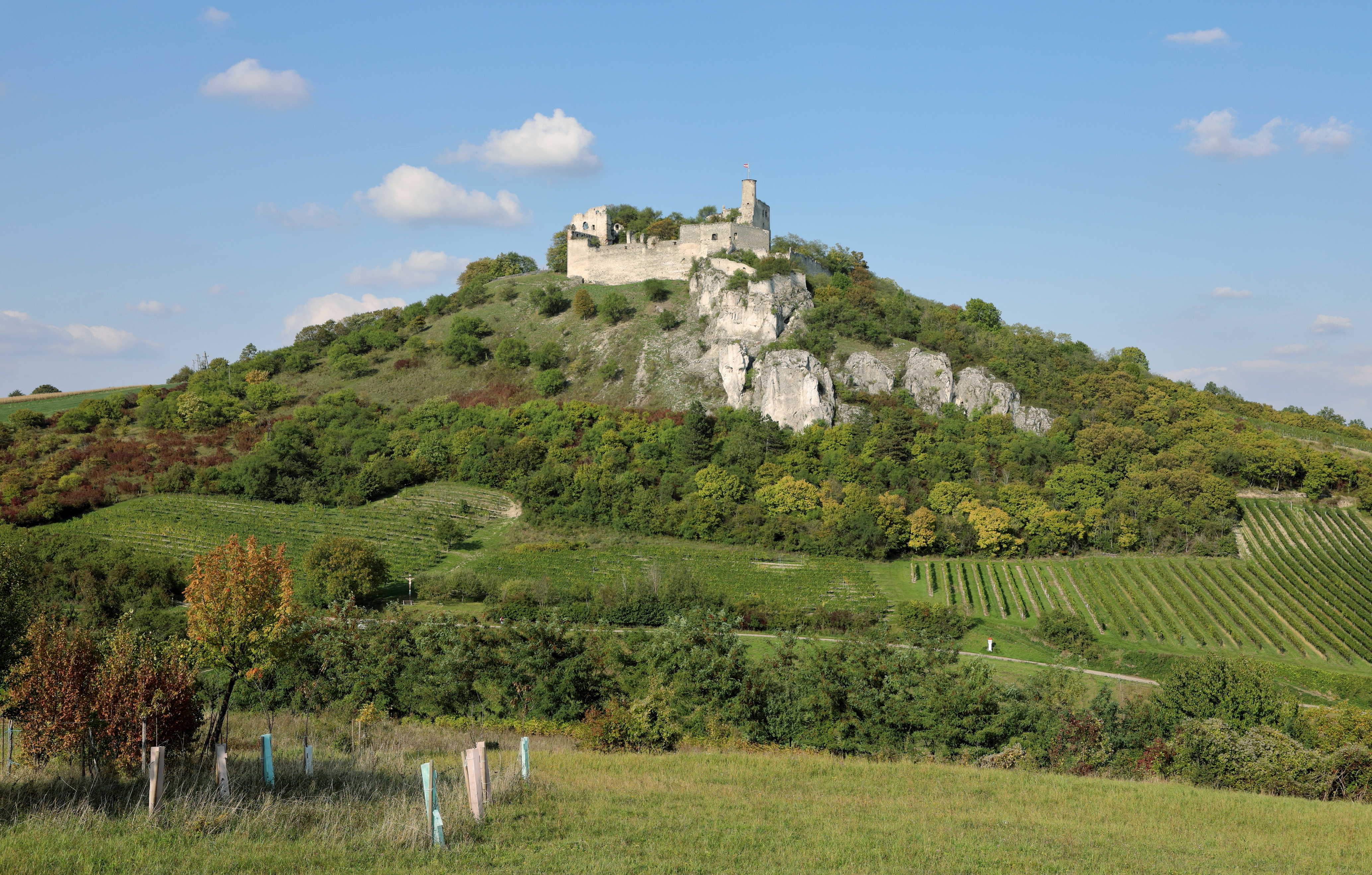
Falkenstein (Niederösterreich) - Burg (1)

Um 1347 hatte Albero die landesfürstliche Feste Falkenstein als Pfand, die allerdings von Herzog Albrecht III. am 5. Juni 1353 ausgelöst und von ihm anderweitig verpfändet wurde.

#### Tausch Puchheim gegen Litschau und Heidenreichstein
Im Jahre 1348 entschloss sich Albero zu einem einschneidenden Schritt, nämlich zur Verlagerung seines Besitzschwerpunktes von Österreich ob der Enns (Oberösterreich) nach Österreich unter der Enns (Niederösterreich)

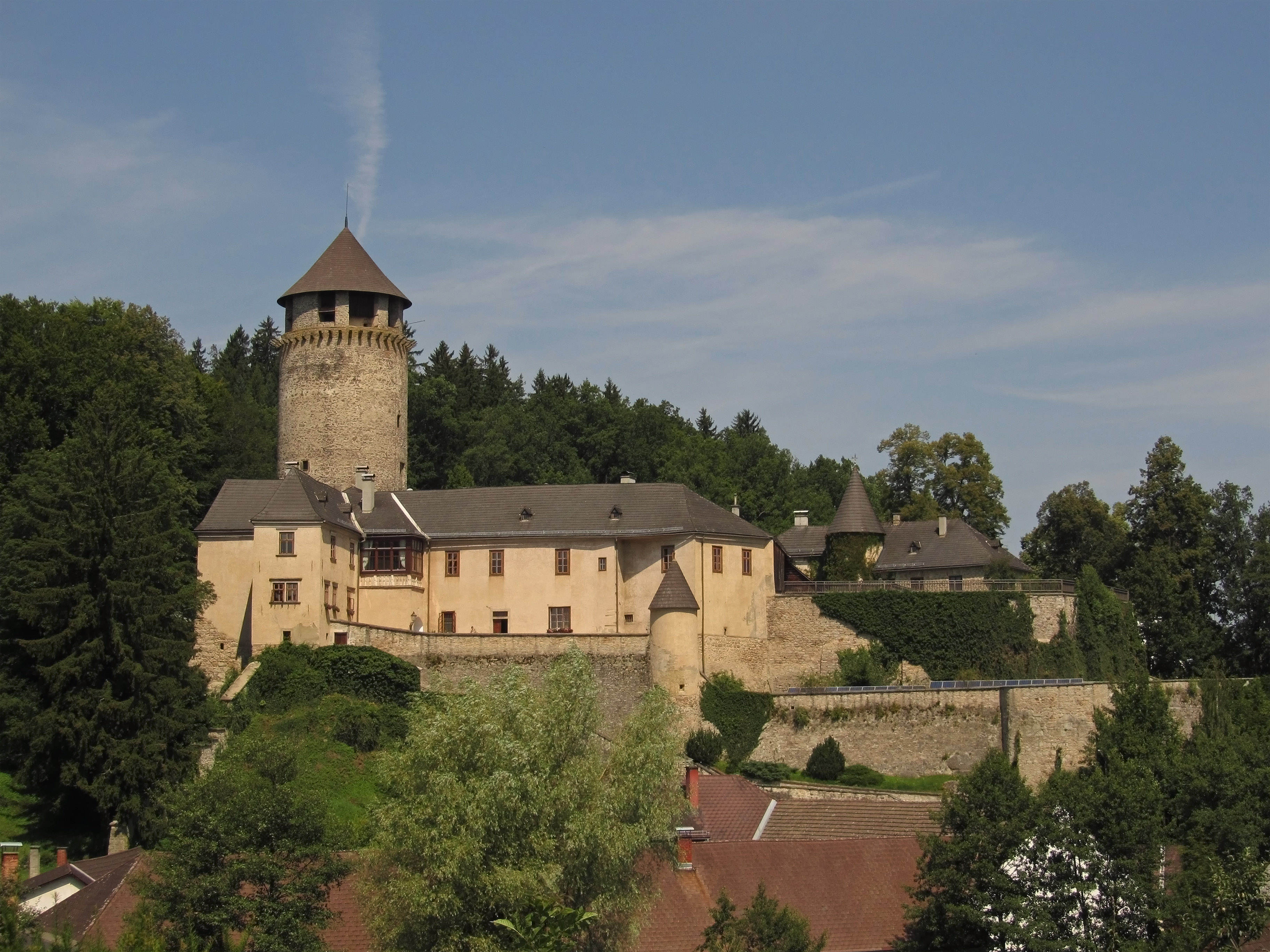
Altes Schloss in Litschau

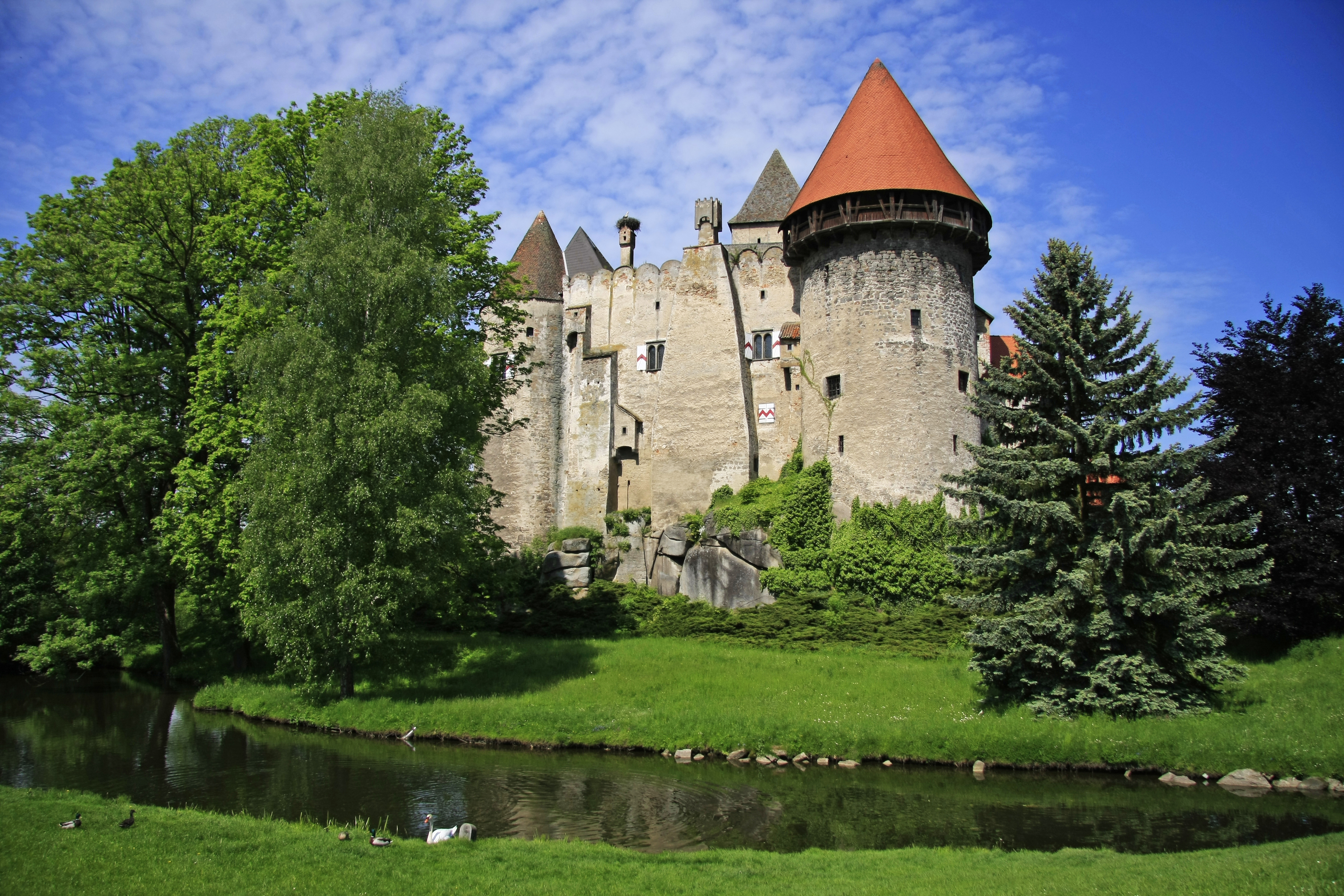
Wasserburg Heidenreichstein Sommer

Dies, indem er am 15. Oktober 1348 die freieigene Stammburg und Herrschaft Schloss Puchheim in Oberösterreich, die seit einiger Zeit ihre Funktion als Hauptsitz der Familie verloren hatte, samt der dazugehörigen Gerichtsbarkeit, den verliehenen Gütern, allen Edelleuten, den beiden Kirchenlehen zu Vöcklabruck sowie der Kirche zu Puchenau mit Herzog Albrecht II. von Österreich gegen die Burgen und Herrschaften Litschau und Heidenreichstein samt den dazugehörigen Gerichten, den verlehnten Gütern und dem Kirchenlehen zu Litschau, aber ohne die Edelleute und die Kirchenlehen zu Raabs an der Thaya und Heidenreichstein tauschte, nachdem er diese Güter zuvor schon als Pfand besessen hatte. Allerdings erhielt er diese Herrschaften nicht als freies Eigen, sondern als landesfürstliches Lehen. Sie waren daher zwar rechtlich von geringerer Qualität, jedoch vom Umfang her erheblich größer als das freieigene Stammgut Puchheim.

#### Schloss Illmau
Im Jahre 1351 wurde er von Herzog Albrecht II. von Österreich mit der landesfürstlichen Festung und Herrschaft Illmau belehnt, überließ sie jedoch der Familie von Hauser als ritterliches Lehen. Im selben Jahr erschien er als Lehensherr des Zehenthofes in Thaya, der damals zu der historischen Grafschaft Litschau gehörte.

#### Großsölk
Am 3. April 1356 verkaufte Albero an Konrad dem Kuchler das Tal in der „Großen Selich“ (Sölktal) und die dort gelegene Festung Selchensteinn (Schloss Großsölk) im Gerichtsbezirk Schladming in der Steiermark, die ein Lehen von Herzog Albrecht von Österreich war. Damit dürfte der letzte Besitz der Puchheimer in der Obersteiermark abgestoßen worden sein.

#### Lichtenwerd
Im Jahre 1357 erwarb Albero von seinem Neffen Hans von Puchheim, dem Sohn seines verstorbenen Bruders Hans, den halben Teil der Burg Lichtenwörth (im Bezirk Wiener Neustadt-Land), um 1000 Pfund Pfennige.

#### Raabs und Dobersberg

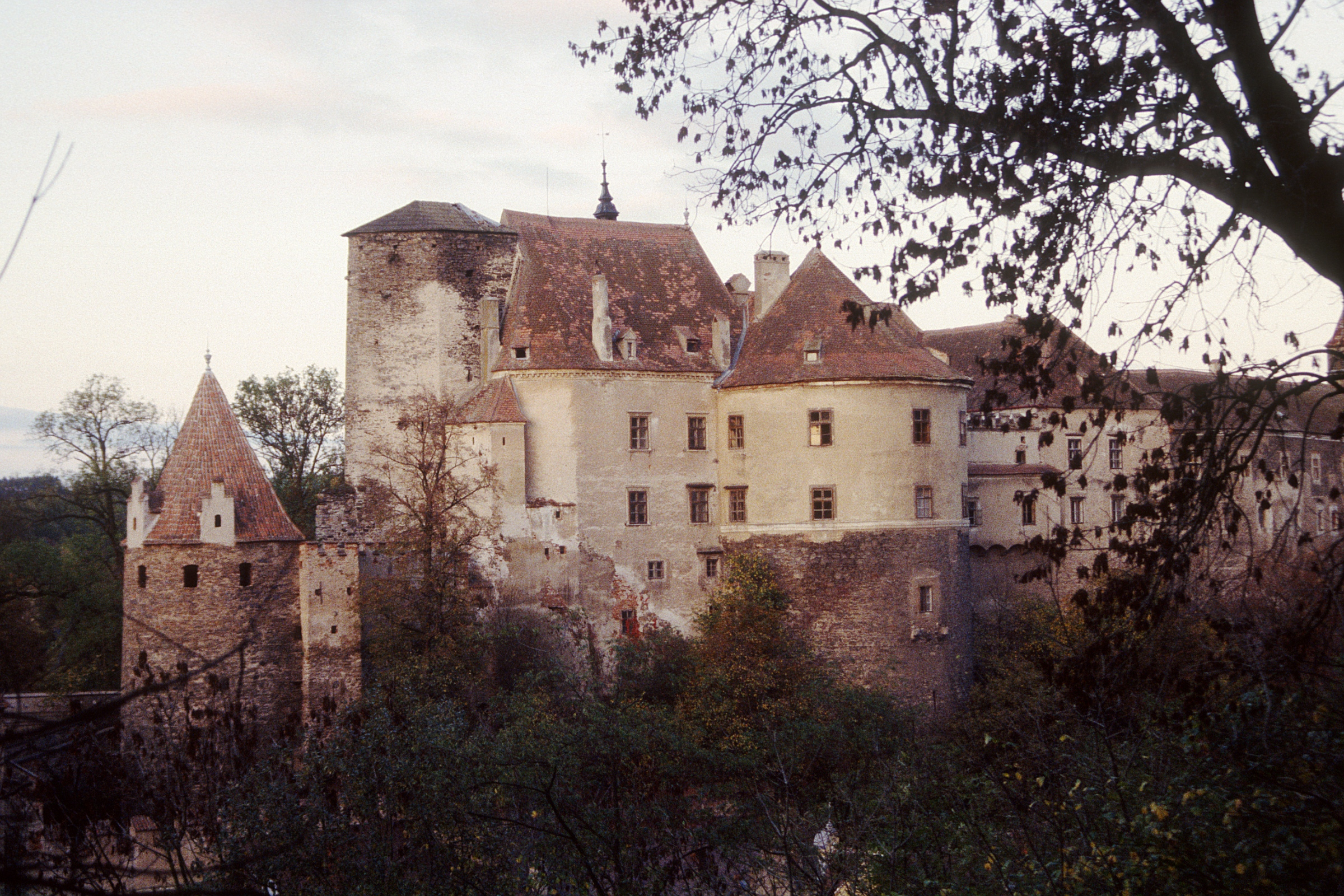
Burg Raabs von Südwesten 1995 01

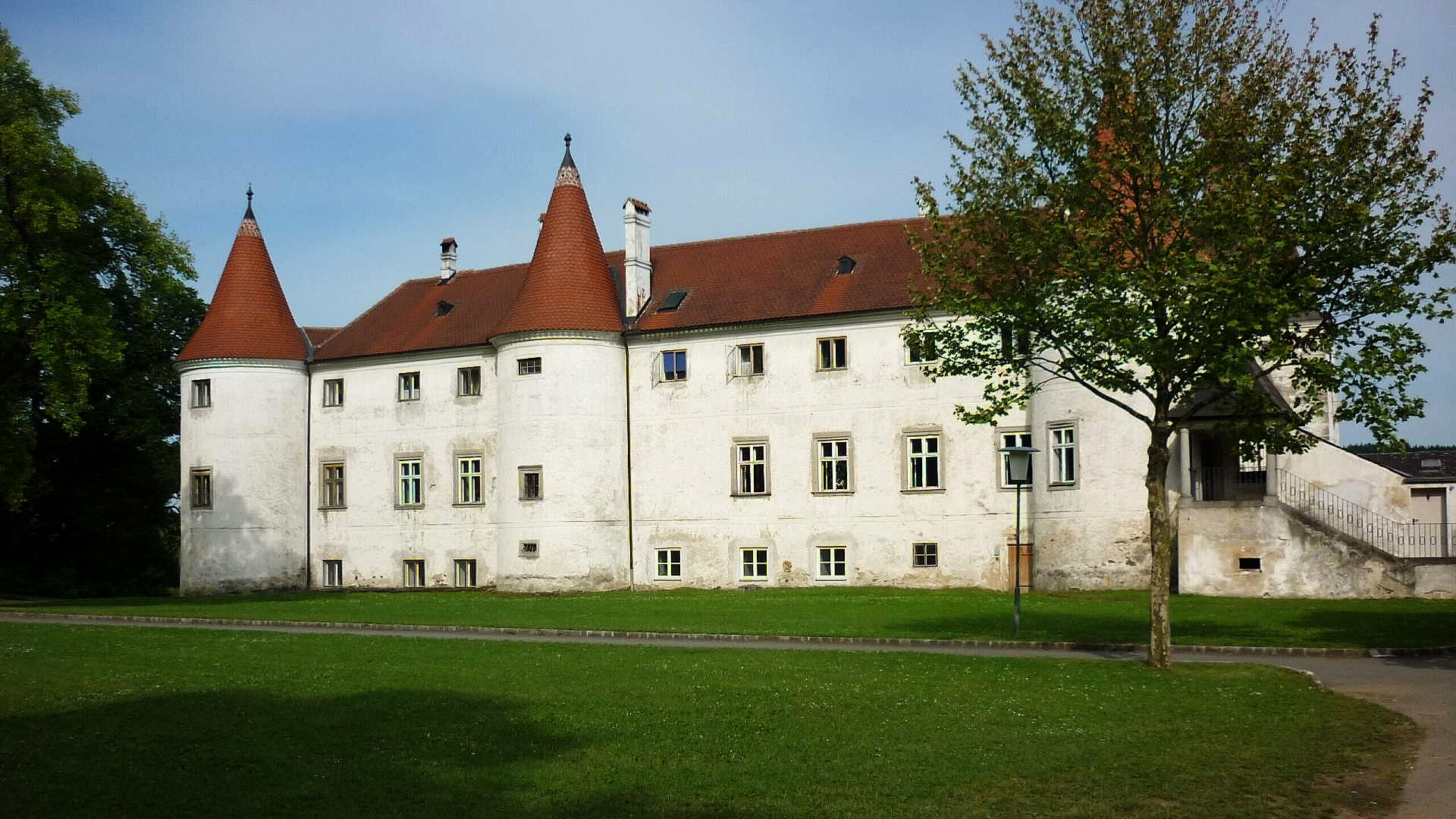
Dobersberg - 06

Bedeutende Erwerbungen gelangen Albero von Puchheim im Jahre 1358, da Herzog Albrecht II. am 3. März 1358 beurkundete, dass Albert von Puchheim von Wernhart von Maissau die bedeutende Burg Raabs an der Thaya, Sitz der ehemaligen Grafschaft Raabs, den dazugehörigen Markt Raabs sowie Schloss und Herrschaft Dobersberg samt Zubehör um 300 Mark Silber und um 1000 Mark Silber Wiener Gewicht, dann um 150 und 460 Pfund Wiener Pfennige abgelöst hatte. Damit kontrollierte Albero von Puchheim einen Großteil der ehemaligen Grafschaft Raabs im Nordwesten von Niederösterreich.

#### Göllersdorf
Im selben Jahr 1358 kam es zwischen Albero von Puchheim, Reinprecht I. Herren von Walsee und Heidenreich von Maissau zum Streit um Anteile und Rechte an dem burggräflich- nürnbergischen Lehen Göllersdorf. Dieser wurde im Beisein von Albrecht Burggraf von Nürnberg in Vertretung des Lehensherren, des Burggrafen Friedrich V. von Nürnberg, (1333–1398) zugunsten von Albero entschieden, dem der alleinige Besitz zugesprochen wurde.

#### Mallebarn
Albero von Puchheim erhielt 1359 für sich und seine Erben von Kadolt dem Älteren und Kadold dem Jüngeren von Eckartsau ein Lehen zu Mallebarn (heute Teil der Marktgemeinde Sierndorf) als freies Eigen.

#### Neusiedel und Stettldorf
Im Jahre 1360 erwarb Albero von Puchheim von den Brüdern Andrä und Ulrich von Ober-Porau die Herrschaft Neusiedl samt Zubehör und von Wainwaidt und Niclas Weinfass von Stetteldorf deren ganze Besitzungen zu Stettldorf im Langentha mit allen ihren Rechten und Gerechtigkeiten (Adler 142). Im selben Jahr vermachte er seiner zweiten Gemahlin Scholastika von Starhemberg, († 1385) als Morgengabe 600 Schock Prager Pfennige und Eberhard von Idungspeugen gab 100 Pfund Wiener Pfennige.

#### Gnadendorf
1365 besaß Albero die Festung Gnadendorf (im Bezirk Mistelbach in Niederösterreich) samt der Mannschaft als landesfürstliches Lehen.
Am 15. Jänner 1366 kaufte Albero von Puchheim mit Bewilligung seines Lehensherren, Herzog Albrecht von Österreich, von Heinrich von Winkel 2 ½ Pfund Wiener Pfennige und 2 Denar Gülten zu Lindach auf behaustem Gute gestifteter Holden, wo Heinrich der Mayer Amtmann war.
Am 24. Juni 1366 erwarb er von Weikhard dem Widersperger und Margarete, dessen Gemahlin, einen halben Hof auf dem Berg zu Raabs ober dem Markt, genannt der „Zenleinshof“ sowie die andere Hälfte dieses Hofes von Topich von Weynar, dessen Brüdern und dessen Mutter
Im selben Jahr erwarb er einen Weingartenanteil bei Nussdorf von Katharina, der Witwe des Heinrich von Schwandeck.

#### Rückkauf von Lehensbesitz
Albero war auch bemüht, an ritterliche Lehensleute ausgegebenen Besitz zurückzukaufen.
So erwarb Albero u. a. 1378 ein Viertel der Feste Illmau mit allem Zugehör, wie es früher ein Lehen der Puchheimer war von Jobst Zluch v. Sötlitz und 1380 von Greiff von Weynarn Güter, die Lehen der Puchheimer waren „und das ubrig ist von der graffschaft zu Rabs als derselben graffschaft Recht und gewohnheit ist“.

#### Rest der Grafschaft Raabs
Am 14. Jänner 1380 verkauften Greiff von Weyarn und sein Sohn Hans dem ehrbaren Herrn Albero von Puchheim, dem obersten Truchsess von Österreich 6 Pfund 80 Pfennig Gülten, teils Lehen der Herren von Puchheim „Und das was übrig ist von der Grafschaft Raabs“ derselben Grafschaft Recht und Gewohnheit ist.

#### Weinings
Am 16. Jänner 1380 versprach Herzog Albrecht dem Albrecht von Puchheim Schutz bezüglich des Dorfes Weinings, welches Eisack der Jude von Weikersdorf, der es als Pfand von den Greiffen von Weinern hatte, ihm verkauft hatte.

#### Weißenbach
1380 erwarb er von Hertel dem Weissenbeck (Weissenbach), dem Letzten seines Stammes, die Festung Weißenbach nahe Schloss Illmau im Bezirk Waidhofen an der Thaya, nachdem er bereits 1344 das gleichnamige Dorf erworben hatte. Auch die Burgen in Peigarten (in der Gemeinde Thaya) und Reingers (im Bezirk Gmünd) dürften zu seinem Lehenbesitz gehört haben.

### Vogt von Stift Eisgarn
Nach dem Tod Heinrichs, des letzten Herren von Klingenberg zu Litschau, der 26. August 1346 mit König Johann von Böhmen (aus dem Haus Luxemburg) in der Schlacht von Crécy gefallen war, wurde der „edle Herr Albero von Puchheim, oberster Truchsess in Österreich“, von Propst Konrad und vom Konvent zum Erbvogt des Kollegiatstiftes Eisgarn gewählt und am 12. Juli 1357 von dessen Nachfolger Propst Stephan und vom Konvent als Erbvogt und zweiter Stifter bestätigt. Zugleich wurde ihm auch das Präsentationsrecht für den Propst und für neu zu bestellende Chorherren verbrieft.
Am 3. Juni 1380 bestätigte der Propst des Kollegiatsstifes Eisgarn, dass Albero von Puchheim, Oberster Truchsess in Österreich, als Besitzer der Grafschaft Litschau der rechte Vogtsherr über die (1330 von Johann von Klingenberg als Chorherrenstift gegründete) Propstei Eisgarn (im Bezirk Gmünd im nördlichen Waldviertel) war.

### Besitz in Wien
In Wien besaß Albero ein Zwölftel des Urfahr zu Jedlesee (S. 59 (441)), einen Weingarten zu Nussdorf (Wien) Nussdorf, war Burgherr eines Weingartens bei Währing (heute 18. Wiener Gemeindebezirk) und besaß ein Haus in der Renngasse, das der Benediktinerabtei Schottenstift unterstand, welches er von seinem Vater geerbt hatte.
Im Jahre 1362 tauschte er sein Haus in Wien in der Renngasse bei dem Schottenstift gegen das des Eberhard von Dachsberg auf der Hochstraße (heute Herrengasse); das früher den Stuchsen von Trautmannsdorf gehört hatte. Zwei Jahre später erhielt Albero von Puchheim 1364 vom Grundrichter Ulrich in Wien eine Bestätigung über das Grundrecht seines Hauses auf der Hochstraße zu Wien.

### Kredite an den Landesfürsten
Seine ausgezeichnete finanzielle Situation zeigt sich daran, dass er seinem Landesfürsten, Herzog Albrecht II. von Österreich, erhebliche Kredite gewähren konnte. So erhielt Albero für geliehene 4500 Pfund am 7. Juni 1356 von Herzog Albrecht II. den Satz an der Festung Hainburg an der Donau mit Gericht Maut und 50 Pfund aus der dortigen Bürgersteuer auf zwei Jahre nebst der Anwartschaft auf die Feste Raabs an der Thaya, die damals noch an die Herren von Maissau verpfändet war. (324)

### Messstiftung zu Litschau
Im Jahr 1382 stiftete er in der Pfarrkirche St. Michael zu Litschau eine tägliche Frühmesse, die er mit 15 lb. Gülten zu Straning, Goggendorf Hürbling, Stelzendorf und Furt sowie auf der Badstube zu Litschau ausstattete. Nach seinem Ableben wurde Albero V. Herr von Puchheim auch in der Pfarrkirche zu Litschau begraben.

## Ehen und Nachkommen
Albero heiratete 1340 in erster Ehe Anna Gräfin von Mattersdorf-Forchtenstein (ungarisch Nagymartoni, später Fraknói), eine Tochter des Grafen Paul von Mattersburg (Nagymarton), Forchtenstein (Fraknó) und von Bajot (cl. 1301; † 18. Juni 1349/23. Juni 1351), der 1328–1349 judex curiae (königlicher Hofrichter) und 1343 und 1346 ungarischer Botschafter bei Papst Clemens VI. (Pierre Roger, regierte 1342–1352) in Avignon war, aus dessen erster Ehe (vor 17. Januar 1325) mit Elisabeth von Pottendorf, einer Tochter des Albrecht Herren von Pottendorf u. d. Elisabeth von Maissau.
Albero heiratete 1360 in zweiter Ehe Scholastika von Starhemberg, († 1385), eine Tochter des Gundacker von Starhemberg, auf Rassing († 1357) und der Elisabeth von Volckenstorf († 1357). Ihr überließ Albero 600 Schock Prager Pfennige als Morgengabe.
Kinder aus erster Ehe:
1. Pilgrim VI. (IV.) Herr von Puchheim (cl. 1374; † 1402), Obersthofmeister der Herzöge Albrecht III. und Albrecht IV. von Österreich. Durch die Nachkommen aus seiner Ehe mit Margaretha von Maissau († nach 1419), einer Tochter des Heidenreich Herren von Maissau († 1381), Oberster Schenk und Oberster Landmarschall in Österreich und dessen Gemahlin Anna Herrin von Kuenring († 1385), eine Tochter von Johann I. von Kuenring zu Dürnstein († 1348)[108] wurde er der Stifter der Linie der Herren von Puchheim zu Horn und Göllersdorf.
2. Albert/Albero VI. (IV.) der Ältere Herr von Puchheim, († 1399), ⚭ I. vor 5. März 1374 Katharina von Walsee, († 1397), eine Tochter des Eberhard V. Herrn von Walsee, Hauptmann in Österreich ob der Enns, Vogt des Stiftes St. Florian, Herr auf Freistadt, Eibenstein, Freudenthal, Schwarzenbach, Reichenstein, Aspertshofen, Seusenberg, Allentsteig, Freundstein, Schlierbach, Trattenegg u. Schmierenberg, aus dessen dritter Ehe um 1360 mit Floringa (Flormei) von Pettau, († vor 5. November 1378).[109] Er war der Stifter der Linie zu Raabs und Heidenreichstein, die 1620 mit Wolf Adam Herrn von Puchheim in männlicher Linie erlosch.[110]
3. Agnes von Puchheim ⚭ Heinrich VII. Herren von Walsee-Drosendorf, Hauptmann zu Drosendorf, cl. 1377 (kinderlos)[111]
4. Elisabeth von Puchheim ⚭ Otto der Ältere Herr von Zelking auf Schönegg, Wang, Reinsperg u. Ernegg, herzoglicher Pfleger zu Neuburg am Inn, fürstlicher Hauptmann zu Salzburg, († 14. Februar 1390) (Von ihren Nachkommen erneuerten zwei Frauen die Beziehung zu den Herren von Puchheim: Margaretha von Zelking, († 1516), die in erster Ehe Wilhelm den Jüngeren von Puchheim (cl. 1491) heiratete, und ihre Halbschwester Maria Magdalena von Zelking († 1538), die sich 1511 mit Georg von Puchheim († 1513) Herren auf Raabs, Dobersberg, Lichtenwörth und Kaprun vermählte.)[112]
5. Margarethe von Puchheim, ⚭ Georg von Leuchtenberg-Vöttau, der ihr am 20. Februar 1368 900 lb als Morgengabe auf gewissen böhmischen Gütern vermachte.[113]

Kinder aus zweiter Ehe:
1. Albero (Albert) VII. (V.) der Jüngere von Puchheim, († 1430), ⚭ Margarethe von Eckartsau, eine Tochter des Chadolt von Eckartsau. Er wurde zum Stifter der Linie zu Raabs an der Thaya und Heidenreichstein,[114] aus der eine Nebenlinie zu Illmau sowie die Linie der Grafen von Puchheim hervorging,[115] die 1718 mit dem Grafen Franz Anton von Puchheim, Bischof von Wiener Neustadt von 1695 bis 1718, - dem letzten Vertreter des Hauses Puchheim - erlosch.
2. Georg I. von Puchheim, † 1412, ⚭ Katharina von Ehrenfels, (Kinder starben jung)